# Lista över svenska filmer
Det här är en lista över svenska filmer i kronologisk ordning.

## 1897–1909
- Oscar II inviger Stockholmsutställningen eller Kungens ankomst till utställningen (den första svenska filmupptagningen) (15 maj 1897)
- Slagsmål i Gamla Stockholm (1897)
- Avestaforsen (1897)
- Konungens af Siam landstigning vid Logårdstrappan (13 juli 1897)
- Byrakstugan (1897) (den första svenska spelfilmen)
- Akrobat med otur (1897)
- Sköna Helena (1903)
- Lili (1903)
- Konung Haakons mottagning i Kristiania (1905)
- Lika mot lika (1906)
- Sillfiske i Bohuslän (1906)
- Konung Christian IX:s af Danmark begrafning (1906)
- Lappbilder (1906)
- Kung Oscars mottagning i Kristianstad (1906)
- Kriget i Östergötland (1906)
- Den glada änkan (1907)
- Balett ur operan Mignon (1907)
- Konung Oscar II:s likbegängelse (1907)
- Krigsbilder från Bohuslän (1907)
- Norrköpings glada änka eller Grefve Danilo o. Hanna Glavari i föryngrad upplaga (1907)
- Stockholms brandkår (1907)
- Festligheterna vid Lützen den 6 november 1907 (1907)
- Bilder från Fryksdalen (Gösta Berlings land) (1907)
- Amerikaminnen (1908)
- Göta Elf-katastrofen (1908)
- Dans ur "Surcouf" (1908)
- Kolingen (1908)
- Gustaf III och Bellman (1908)
- Han som klara' boven (1908)
- I klädloge och på scen (1908)
- En bildserie ur Konung Oscar II:s lif (1908)
- Svenska nationaldanser (1908)
- Resa Stockholm-Göteborg genom Göta och Trollhätte kanaler (1908)
- Kvinnliga akademiska fotbollsklubben VIRGINIA (1908)
- Lejonjakten (1908)
- En resa i midnattssolens land (1908)
- En färd på Kinda Kanal (1908)
- Sven Hedins ankomst till Furusund och Stockholm (1909)
- Skilda tiders danser (1909)
- Svanberg i täflan med kapplöpningshästar på Jägersro (1909)

## 1910–1919
- Bröllopet på Ulfåsa (1910)
- Bröllopet på Ulfåsa (1910)
- Emigrant (1910)
- Flygveckans lyckade täflingar (1910)
- Fänrik Ståls sägner (1910)
- Göteborgarens Marstrandsresa (1910)
- Kandidat Synnerstedts misslyckade vigg (1910)
- Kriget i Uppland (1910)
- Massösens offer (1910)
- Regina von Emmeritz (1910)
- Two-step (1910)
- Värmländingarna (1910)
- Värmlänningarne (1910)
- Albert Engströms Islandsfärd (1911)
- Anförtrodda medel (1911)
- Badlif vid Mölle (1911)
- Blott en dröm (1911)
- Champagneruset (1911)
- Den svarte doktorn (1911)
- En million (1911)
- En sann historia från Fläsian eller Gubben X, kikaren och albusken (1911)
- Frödings begrafning (1911)
- Herr och fru Mommesen på skogsutflykt (1911)
- Hon fick platsen eller Exkonung Manuel i Stockholm (1911)
- Hos prins Wilhelm och prinsessan Maria (1911)
- Hos prins Carl och prinsessan Ingeborg på deras sommarställe Fridhem (1911)
- Järnbäraren (1911)
- Kronprinsparet på Drottningholm (1911)
- Ombord på Fylgia (1911)
- Pas de deux och Brahms Ungerska danser (1911)
- Rannsakningsdomaren (1911)
- Ryska sällskapsdanser (1911)
- Spionen (1911)
- Stockholmsdamernas älskling (1911)
- Stockholmsfrestelser (1911)
- Student-växeln eller Fredagen den 13:e (1911)
- Agaton och Fina (1912)
- Broder och syster (1912)
- Bränningar eller Stulen lycka (1912)
- Cirkusluft (1912)
- De svarta maskerna (1912)
- Den levande döde (1912)
- Den tyranniske fästmannen (1912)
- Det gröna halsbandet (1912)
- Dödsritten under cirkuskupolen (1912)
- Ett besök hos Åhlén & Holm, Insjön (1912)
- Ett hemligt giftermål eller Bekännelsen på dödsbädden (1912)
- Fadren (1912)
- Farbror Johannes ankomst till Stockholm eller Hvad en glad frukost på Metropol kan ställa till (1912)
- Fröken Julie (1912)
- Guldgossen (1912)
- Helvetesmaskinen eller Den Röda hanen (1912)
- I lifvets vår (1912)
- Jupiter på jorden (1912)
- Kolingens galoscher (1912)
- Komtessan Charlotte (1912)
- Kärlekens list (1912)
- Kärleksdrömmar (1912)
- Laban Petterkvist tränar till Olympiska spelen (1912)
- Med dolk och gift eller Guldets förbannelse (1912)
- Mor och dotter (1912)
- Musikens makt (1912)
- Olympiska spelen i Stockholm 1912 (1912)
- Sagas Runöfärd (1912)
- Samhällets dom (1912)
- Säterjäntan (1912)
- Systrarna (1912)
- Trädgårdsmästaren (1912)
- Två bröder (1912)
- Två svenska emigranters äfventyr i Amerika (1912)
- Amors pilar eller Kärlek i Höga Norden (1913)
- Barnet (1913)
- Blodets röst (1913)
- De lefvande dödas klubb (1913)
- Den moderna suffragetten (1913)
- Den okända (1913)
- En pojke i livets strid (1913)
- En skärgårdsflickas roman (1913)
- Falskt alarm (1913)
- Gränsfolken (1913)
- Hjältetenoren (1913)
- Ingeborg Holm (1913)
- Kärleken rår (1913)
- Lady Marions sommarflirt (1913)
- Lappens brud eller Dramat i vildmarken (1913)
- Livets konflikter (1913)
- Löjen och tårar (1913)
- Mannekängen (1913)
- Med vapen i hand (1913)
- Miraklet (1913)
- Nordiska spelen 1913 (1913)
- När kärleken dödar (1913)
- När larmklockan ljuder (1913)
- På livets ödesvägar (1913)
- Ringvall på äventyr (1913)
- Skandalen (1913)
- Truls som mobiliserar (1913)
- Vampyren (1913)
- Äktenskapsbyrån (1913)
- Bra flicka reder sig själv (1914)
- Bröderna (1914)
- Det röda tornet (1914)
- Dömen icke (1914)
- Från D:r Eric Mjöbergs forskningsfärd i Australien (1914)
- För fäderneslandet (1914)
- För sin kärleks skull (1914)
- Gatans barn (1914)
- Halvblod (1914)
- Hjärtan som mötas (1914)
- Högfjällets dotter (1914)
- Kammarjunkaren (1914)
- Kärlek starkare än hat eller Skogsdotterns hemlighet (1914)
- När svärmor regerar (1914)
- Revy över kända Gävlebor (1914)
- Prästen (1914)
- Salomos dom (1914)
- Skottet (1914)
- Stormfågeln (1914)
- Svenskt militärliv (1914)
- Vägen till mannens hjärta (1914)
- Alla sätt äro bra utom de tråkiga (1915)
- Arlequins frieri (1915)
- Dalabornas sommarliv på fäbodarna (1915)
- Det var i maj (1915)
- Dolken (1915)
- En av de många (1915)
- En förvillelse (1915)
- En teaterdirektörs vedermödor (1915)
- Hans bröllopsnatt (1915)
- Hans faders brott (1915)
- Hans hustrus förflutna (1915)
- Hjälte mot sin vilja (1915)
- Hämnaren (1915)
- Hämnden är ljuv (1915)
- Högsta vinsten (1915)
- I kronans kläder (1915)
- I prövningens stund (1915)
- Judaspengar (1915)
- Kal Napoleon Kalssons bondtur (1915)
- Kampen om en Rembrandt (1915)
- Krigsfångeutväxlingen genom Sverige (1915)
- Landshövdingens döttrar (1915)
- Lekkamraterna (1915)
- Madame de Thèbes (1915)
- Med svenska lappar på vårflyttning (1915)
- Minlotsen (1915)
- Mästertjuven (1915)
- När konstnärer älska (1915)
- Patriks äventyr (1915)
- Rosen på Tistelön (1915)
- Skomakare, bliv vid din läst (1915)
- Sonad skuld (1915)
- Strejken (1915)
- Är dansen på förfall? (1915)
- Aktiebolaget Hälsans gåva (1916)
- Balettprimadonnan (1916)
- Bengts nya kärlek eller Var är barnet? (1916)
- Brandsoldaten (1916)
- Calles nya kläder (1916)
- Calle som miljonär (1916)
- Cirkus Fjollinski (1916)
- De pigorna, de pigorna! (1916)
- Den fatala konserten i Cirkus Fjollinski (1916)
- Dödskyssen (1916)
- Enslingens hustru (1917)
- Fången på Karlstens fästning (1916)
- Havsgamar (1916)
- Hennes kungliga höghet (1916)
- Hon segrade (1916)
- Högsta vinsten (1916)
- I elfte timmen (1916)
- I minnenas band (1916)
- Kampen om hans hjärta (1916)
- Kapten Grogg i ballong (1916)
- Kapten Groggs underbara resa (1916)
- Komisk entré av Pelle Jöns i Cirkus Fjollinsk (1916)
- Kärlek och journalistik (1916)
- Kärleken segrar (1916)
- Kärlekens irrfärder (1916)
- Lilla Kalles dröm om sin snögubbe (1916)
- Lyckonålen (1916)
- Millers dokument (1916)
- Ministerpresidenten (1916)
- Mor Katrinas Halmstadsbesök eller Storstadens frestelser (1916)
- Mäster Tricks äventyr (1916)
- Mysteriet natten till den 25:e (1916)
- Nattens barn (1916)
- På detta numera vanliga sätt (1916)
- Skepp som mötas (1916)
- Svartsjukans följder (1916)
- Svärmor på vift eller Förbjudna vägar (1916)
- Therèse (1916)
- Trägen vinner eller Calle som skådespelare (1916)
- Vingarne (1916)
- Ur en foxterriers dagbok (1916)
- Vägen utför (1916)
- Ålderdom och dårskap (1916)
- Alexander den store (1917)
- Allt hämnar sig (1917)
- Brottmålsdomaren (1917)
- Chanson triste (1917)
- Den levande mumien (1917)
- Envar sin egen lyckas smed (1917)
- Ett konstnärsöde (1917)
- Fru Bonnets felsteg (1917)
- Förstadsprästen (1917)
- För hem och härd (1917)
- I mörkrets bojor (1917)
- Jungeldrottningens smycke (1917)
- Kapten Grogg och Kalle på niggerbal (1917)
- Kapten Grogg vid Nordpolen (1917)
- Löjtnant Galenpanna (1917)
- Mellan liv och död (1917)
- Miljonarvet (1917)
- När Kapten Grogg skulle porträtteras (1917)
- Revelj (1917)
- Sin egen slav (1917)
- Skuggan av ett brott (1917)
- Terje Vigen (1917)
- Thomas Graals bästa film (1917)
- Tösen från Stormyrtorpet (1917)
- Vem sköt? (1917)
- Värdshusets hemlighet (1917)
- Berg-Ejvind och hans hustru (1918)
- Fyrvaktarens dotter (1918)
- Kapten Grogg gifter sig (1918)
- Kapten Grogg och fru (1918)
- Mästerkatten i stövlar (1918)
- Nattliga toner (1918)
- Nobelpristagaren (1918)
- Spöket på Junkershus (1918)
- Storstadsfaror (1918)
- Thomas Graals bästa barn (1918)
- Ur en foxterriers dagbok II (1918)
- Dunungen (1919)
- En ung mans väg ... (1919)
- Ett farligt frieri (1919)
- Hans nåds testamente (1919)
- Hemsöborna (1919)
- Herr Arnes pengar (1919)
- Ingmarssönerna (1919)
- Jefthas dotter (1919)
- Kapten Grogg badar (1919)
- Kapten Grogg bland vilda djur (1919)
- Klostret i Sendomir (1919)
- Kultur och natur (1919)
- Löjtnant Galenpannas sista växel (1919)
- Mannen från Valparaiso (1919)
- Stenåldersmannen (1919)
- Surrogatet (1919)
- Synnöve Solbakken (1919)
- Sången om den eldröda blomman (1919)
- Åh, i morron kväll (1919)

## 1920–1929
- Baron Olson (1920)
- Bomben (1920)
- Bodakungen (1920)
- Carolina Rediviva (1920)
- En hustru till låns (1920)
- Erotikon (1920)
- Ett ödesdigert inkognito (1920)
- Fiskebyn (1920)
- Gyurkovicsarna (1920)
- Karin Ingmarsdotter (1920)
- Klostret i Sendomir (1920)
- Kärlek och björnjakt (1920)
- Lunda-indianer (1920)
- Mästerman (1920)
- Prästänkan (1920)
- Thora van Deken (1920)
- Familjens traditioner (1920)
- Ombytta roller (1920)
- Robinson i skärgården (1920)
- Skomakarprinsen (1920)
- Bland vildar och vilda djur (1921)
- Carpentier (1921)
- Cirkus Bimbini (1921)
- De landsflyktige (1921)
- Elisabet (1921)
- En lyckoriddare (1921)
- En vildfågel (1921)
- Filmrevyn (1921)
- Fru Mariannes friare (1921)
- Högre ändamål (1921)
- Johan (1921)
- Kvarnen (1921)
- Kärlek och hypnotism (1921)
- Körkarlen (1921)
- Landsvägsriddare (1921)
- Prins Wilhelms expedition till Central-Amerika (1921)
- Silkesstrumpan (1921)
- Vallfarten till Kevlaar (1921)
- Värmlänningarna (1921)
- Amatörfilmen (1922)
- Anderssonskans Kalle (1922)
- Det omringade huset (1922)
- Fröken på Björneborg (1922)
- Häxan (1922)
- Lord Saviles brott (1922)
- Luffar-Petter (1922)
- Vem dömer (1922)
- Kärlekens ögon (1922)
- Med prins Wilhelm på afrikanska jaktstigar (1922)
- Skandal och kärlek i Kråklunda (1922)
- Som flyttfågel i Afrika (1922)
- Thomas Graals myndling (1922)
- Torpar-Britta (1922)
- Ödets redskap (1922)
- Eld ombord (1923)
- Gunnar Hedes saga (1923)
- Hemslavinnor (1923)
- Hälsingar (1923)
- Johan Ulfstjerna (1923)
- Karusellen (1923)
- Mälarpirater (1923)
- Norrtullsligan (1923)
- Närkingarna (1923)
- Hårda viljor (1923)
- Gamla gatans karneval (1923)
- Göteborgsutställningen utan och innan (1923)
- Anderssonskans Kalle på nya upptåg (1923)
- Janne Modig (1923)
- Andersson, Pettersson och Lundström (1923)
- Där norrskenet flammar (1923)
- Friaren från landsvägen (1923)
- Anna-Clara och hennes bröder (1923)
- En rackarunge (1923)
- Fröken Fob (1923)
- Sagan om de sista örnarna (1923)
- I fjällfolkets land (1923)
- Boman på utställningen (1923)
- Gösta Berlings saga (1924)
- Sten Stensson Stéen från Eslöv (1924)
- Studenterna på Tröstehult (1924)
- Unge greven ta'r flickan och priset (1924)
- 33.333 (1924)
- Halta Lena och vindögda Per (1924)
- Sverige – vårt vackra land (1924)
- Björn Mörk (1924)
- En piga bland pigor (1924)
- Carl XII:s kurir (1924)
- Fritiofs saga (1924)
- Löjen och tårar (1924)
- Den förgyllda lergöken (1924)
- Dan, tant och lilla fröken Söderlund (1924)
- Livet på landet (1924)
- Flickan från Paradiset (1924)
- Högsta vinsten (1924)
- Trollebokungen (1924)
- Folket i Simlångsdalen (1924)
- Friarna på Långesten (1924)
- Se Sverige! (1924)
- Där fyren blinkar (1924)
- När millionerna rulla (1924)
- Grevarna på Svansta (1924)
- Bland landsmän i Amerika (1924)
- Ödets man (1924)
- Med Dalälven från källorna till havet (1924)
- Damen med kameliorna (1925)
- Hennes lilla majestät (1925)
- Ingmarsarvet (1925)
- Karl XII (1925)
- Karl XII del II (1925)
- Styrman Karlssons flammor (1925)
- Polis Paulus' påskasmäll (1925)
- Bröderna Östermans huskors (1925)
- Skeppargatan 40 (1925)
- Kalle Utter (1925)
- Den gamla herrgården (1925)
- För hemmet och flickan (1925)
- Abu Markúb och de hundrade elefanter (1925)
- Bland malajer på Sumatra (1925)
- Flygande holländaren (1925)
- Ett köpmanshus i skärgården (1925)
- När Bengt och Anders bytte hustrur (1925)
- Skärgårdskavaljerer (1925)
- Öregrund-Östhammar (1925)
- Två konungar (1925)
- Miljonär för en dag (1925)
- Bröllopet i Bränna (1926)
- Charleys tant (1926)
- Dollarmillionen (1926)
- Farbror Frans (1926)
- Flickan i Frack (1926)
- Flickorna Gyurkovics (1926)
- Fänrik Ståls sägner-del I (1926)
- Fänrik Ståls sägner-del II (1926)
- Giftas (1926)
- Hon, den enda (1926)
- Till Österland (1926)
- Min fru har en fästman (1926)
- Ebberöds bank (1926)
- En sommarfilm utan namn (1926)
- Hon, han och Andersson (1926)
- Mordbrännerskan (1926)
- Flickorna på Solvik (1926)
- Lyckobarnen (1926)
- Arnljot (1927)
- Bara en danserska (1927)
- Drottningen av Pellagonien (1927)
- En perfekt gentleman (1927)
- Förseglade läppar (1927)
- Hans engelska fru (1927)
- På kryss med Blixten (1927)
- Spökbaronen (1927)
- Kvick som Blixten (1927)
- Ungdom (1927)
- Harry Persson - Bud Gorman (1927)
- Storgårds-Annas friare (1927)
- Hin och smålänningen (1927)
- Vad kvinnan vill (1927)
- Hans Kungl. Höghet shinglar (1928)
- Gustaf Wasa del I (1928)
- Gustaf Wasa del II (1928)
- Parisiskor (1928)
- Stormens barn (1928)
- Erik XIV (1928)
- Synd (1928)
- Ådalens poesi (1928)
- Svarte Rudolf (1928)
- Östersund och östersundare (1928)
- Hattmakarens bal (1928)
- Skånekrönika (1928)
- A.-B. Gifta Bort Baron Olson (1928)
- Janssons frestelse (1928)
- Med Sven Hedin i österled (1928)
- Den starkaste (1929)
- Rågens rike (1929)
- Säg det i toner (1929)
- Hjärtats triumf (1929)
- Ville Andesons äventyr (1929)
- Konstgjorda Svensson (1929)

## 1930–1939
- Charlotte Löwensköld (1930)
- Den farliga leken (1930)
- Doktorns hemlighet (1930)
- Farornas ö (1930)
- Flottans lilla fästmö (1930)
- Fridas visor (1930)
- Fången 53 (1930)
- För hennes skull (1930)
- Hjärtats röst (1930) (1930)
- Kronans kavaljerer (1930)
- Norrlänningar (1930)
- När rosorna slå ut (1930)
- Ulla min Ulla (1930)
- Vi två (1930)
- Brokiga blad (1931)
- Dantes mysterier (1931)
- De utstötta (1931)
- En kvinnas morgondag (1931)
- En kärleksnatt vid Öresund (1931)
- En natt (1931)
- Falska miljonären (1931)
- Flickan från Värmland (1931)
- Farornas paradis (1931)
- Generalen (1931)
- Hans majestät får vänta (1931)
- Hotell Paradisets hemlighet (1931)
- I slagbjörnens spår (1931)
- Kärlek måste vi ha (1931)
- Kärlek och landstorm (1931)
- Lika inför lagen (1931)
- Längtan till havet (1931)
- Markurells i Wadköping (1931)
- Röda dagen (1931)
- Skepparkärlek (1931)
- Skepp ohoj! (1931)
- Trådlöst och kärleksfullt (1931)
- Trötte Teodor (1931)
- Ungkarlsparadiset (1931)
- Ardnas – Nordfjällens konung (1932)
- Bröderna Östermans huskors (1932)
- En stulen vals (1932)
- Ett skepp kommer lastat (1932)
- Hans livs match (1932)
- Halvvägs till himlen (1932)
- Jag gifta mig - aldrig (1932)
- Kronans rallare (1932)
- Kärleksexpressen (1932)
- Kärlek och kassabrist (1932)
- Landskamp (1932)
- Lyckans gullgossar (1932)
- Modärna fruar (1932)
- Muntra musikanter (1932)
- Pojkarna på Storholmen (1932)
- Sten Stensson Stéen från Eslöv på nya äventyr (1932)
- Studenter i Paris (1932)
- Svarta rosor (1932)
- Svärmor kommer (1932)
- Söderkåkar (1932)
- Två hjärtan och en skuta (1932)
- Vi som går köksvägen (1932)
- Värmlänningarna (1932)
- Augustas lilla felsteg (1933)
- Bomans pojke (1933)
- Den farliga leken (1933)
- Djurgårdsnätter (1933)
- En natt på Smygeholm (1933)
- En melodi om våren (1933)
- Flickan från varuhuset (1933)
- Farmors revolution (1933)
- Fridolf i lejonkulan (1933)
- Giftasvuxna döttrar (1933)
- Hemliga Svensson (1933)
- Hemslavinnor (1933)
- Halta Lena och vindögde Per (1933)
- Hustru för en dag (1933)
- Hälsingar (1933)
- Inled mig i frestelse (1933)
- Kanske en diktare (1933)
- Kärlek och dynamit (1933)
- Kära släkten (1933)
- Luftens Vagabond (1933)
- Lördagskvällar (1933)
- Pettersson och Bendel (1933)
- Tystnadens hus (1933)
- Två man om en änka (1933)
- Vad veta väl männen? (1933)
- Atlantäventyret (1934)
- Anderssonskans Kalle (1934)
- En bröllopsnatt på Stjärnehov (1934)
- En stilla flirt (1934)
- Eva går ombord (1934)
- Falska Greta (1934)
- Fasters millioner (1934)
- Flickorna från Gamla stan (1934)
- Havets melodi (1934)
- Hon eller ingen (1934)
- Karl Fredrik regerar (1934)
- Kungliga Johansson (1934)
- Kvinnorna kring Larsson (1934)
- Marodörer (1934)
- Pettersson - Sverige (1934)
- Synnöve Solbakken (1934)
- Simon i Backabo (1934)
- Sången om den eldröda blomman (1934)
- Sången till henne (1934)
- Unga hjärtan (1934)
- Uppsagd (1934)
- Äventyr på hotell (1934)
- Bränningar (1935)
- Ebberöds bank (1935)
- Flickornas Alfred (1935)
- Flickor på fabrik (1935)
- Fredlös (1935)
- Grabbarna i 57:an (1935)
- Kanske en gentleman (1935)
- Kärlek efter noter (1935)
- Larsson i andra giftet (1935)
- Munkbrogreven (1935)
- Skärgårdsflirt (1935)
- Smålänningar (1935)
- Swedenhielms (1935)
- Tjocka släkten (1935)
- Under falsk flagg (1935)
- Ungdom av idag (1935)
- Ungkarlspappan (1935)
- Valborgsmässoafton (1935)
- Äktenskapsleken (1935)
- Äventyr i pyjamas (1935)
- 33.333 (1936)
- 65, 66 och jag (1936)
- Alla tiders Karlsson (1936)
- Annonsera (1936)
- Bombi Bitt och jag (1936)
- Bröllopsresan (1936)
- Familjen som var en karusell (1936)
- Familjens hemlighet (1936)
- Flickorna på Uppåkra (1936)
- Fröken blir piga (1936)
- Han, hon och pengarna (1936)
- Intermezzo (1936)
- Janssons frestelse (1936)
- Johan Ulfstjerna (1936)
- Kungen kommer (1936)
- Kvartetten som sprängdes (1936)
- Min svärmor - dansösen (1936)
- På Solsidan (1936)
- Raggen – det är jag det (1936)
- Samvetsömma Adolf (1936)
- Skeppsbrutne Max (1936)
- Söder om landsvägen (1936)
- Spöket på Bragehus (1936)
- Släkten är värst (1936)
- Stackars miljonärer (1936)
- Våran pojke (1936)
- Ä' vi gifta? (1936)
- Äventyret (1936)
- Adolf Armstarke (1937)
- Bergslagsfolk (1937)
- Bleka greven (1937)
- En flicka kommer till stan (1937)
- En sjöman går i land (1937)
- Familjen Andersson (1937)
- Häxnatten (1937)
- John Ericsson - segraren vid Hampton Roads (1937)
- Klart till drabbning (1937)
- Konflikt (1937)
- Laila (1937)
- Lyckliga Vestköping (1937)
- Mamma gifter sig (1937)
- O, en så'n natt! (1937)
- Odygdens belöning (1937)
- Pappas pojke (1937)
- Pensionat Paradiset (1937)
- Ryska snuvan (1937)
- Sara lär sig folkvett (1937)
- Skicka hem nr. 7 (1937)
- Vi går landsvägen (1937)
- Än leva de gamla gudar (1937)
- Adolf klarar skivan (1938)
- Baldevins bröllop (1938)
- Bara en trumpetare (1938)
- Blixt och dunder (1938)
- Den stora kärleken (1938)
- Dollar (1938)
- Du gamla du fria (1938)
- Eli Sjursdotter (1938)
- En kvinnas ansikte (1938)
- Fram för framgång (1938)
- Goda vänner och trogna grannar (1938)
- I nöd och lust (1938)
- Julia jubilerar (1938)
- Kamrater i vapenrocken (1938)
- Karriär (1938)
- Kloka gubben (1938)
- Kustens glada kavaljerer (1938)
- Med folket för fosterlandet (1938)
- Milly, Maria och jag (1938)
- Pengar från skyn (1938)
- På kryss med Albertina (1938)
- Sigge Nilsson och jag (1938)
- Sol över Sverige (1938)
- Storm över skären (1938)
- Styrman Karlssons flammor (1938)
- Svensson ordnar allt! (1938)
- Två år i varje klass (1938)
- Vingar kring fyren (1938)
- Vi som går scenvägen (1938)
- Filmen om Emelie Högqvist (1939)
- Gläd dig i din ungdom (1939)
- Gubben kommer (1939)
- Hennes lilla Majestät (1939)
- Kalle på Spången (1939)
- Landstormens lilla Lotta (1939)
- Melodin från Gamla Stan (1939)
- Midnattssolens son (1939)
- Mot nya tider (1939)
- Oss baroner emellan (1939)
- Sjöcharmörer (1939)
- Vi två (1939)
- Åh, en så'n grabb (1939)
- Herr Husassistenten (1939)
- Efterlyst (1939)
- Adolf i eld och lågor (1939)
- Skanör-Falsterbo (1939)
- En enda natt (1939)
- Panik (1939)
- Ombyte förnöjer (1939)
- Rena rama sanningen (1939)
- I dag börjar livet (1939)
- Spöke till salu (1939)
- Cirkus (1939)
- Frun tillhanda (1939)
- Folket på Högbogården (1939)
- Rosor varje kväll (1939)
- Valfångare (1939)
- Kadettkamrater (1939)
- Vi på Solgläntan (1939)

## 1940–1949
- Beredskapspojkar (1940)
- Ett brott (1940)
- Familjen Björck (1940)
- Hans Nåds testamente (1940)
- Hjältar i gult och blått (1940)
- Karusellen går (1940)
- Kronans käcka gossar (1940)
- Kyss henne! (1940)
- Med dej i mina armar (1940)
- Med livet som insats (1940)
- Snurriga familjen (1940)
- Swing it, magistern! (1940)
- Vi Masthuggspojkar (1940)
- Åh, en så'n advokat (1940)
- Man och kvinna (1940)
- Vildmarkens sång (1940)
- Frestelse (1940)
- Stål (1940)
- Mannen som alla ville mörda (1940)
- Lillebror och jag (1940)
- ...som en tjuv om natten (1940)
- Juninatten (1940)
- Blyge Anton (1940)
- Än en gång Gösta Ekman (1940)
- Västkustens hjältar (1940)
- Stora famnen (1940)
- Karl för sin hatt (1940)
- Hennes melodi (1940)
- Vi tre (1940)
- Den blomstertid (1940)
- En, men ett lejon (1940)
- Hanna i societén (1940)
- Alle man på post (1940)
- Gentleman att hyra (1940)
- Romans (1940)
- En sjöman till häst (1940)
- I Lapplandsbjörnens rike (1940)
- Bara en kvinna (1941)
- En kvinna ombord (1941)
- Fransson den förskräcklige (1941)
- Fröken Vildkatt (1941)
- Första divisionen (1941)
- Hem från Babylon 1941
- I natt – eller aldrig (1941)
- Livet går vidare (1941)
- Magistrarna på sommarlov (1941)
- Nygifta (1941)
- Springpojkar är vi allihopa (1941)
- Tänk om jag gifter mig med prästen (1941)
- Uppåt igen (1941)
- Söderpojkar (1941)
- Gentlemannagangstern (1941)
- Den ljusnande framtid (1941)
- Landstormens lilla argbigga (1941)
- Så tuktas en äkta man (1941)
- Fröken Kyrkråtta (1941)
- Soliga Solberg (1941)
- Spökreportern (1941)
- Lärarinna på vift (1941)
- Göranssons pojke (1941)
- Ung dam med tur (1941)
- Det sägs på stan (1941)
- I paradis... (1941)
- Striden går vidare (1941)
- En man för mycket (1941)
- Tåget går klockan 9 (1941)
- Lasse-Maja (1941)
- Dunungen (1941)
- En fattig miljonär (1941)
- Stackars Ferdinand (1941)
- Doktor Glas (1942)
- En sjöman i frack (1942)
- En trallande jänta (1942)
- Fallet Ingegerd Bremssen (1942)
- General von Döbeln (1942)
- Gula kliniken (1942)
- Himlaspelet (1942)
- I gult och blått (1942)
- Lyckan kommer (1942)
- Lågor i dunklet (1942)
- Löjtnantshjärtan (1942)
- Man glömmer ingenting 1942
- Rid i natt! 1942
- Rospiggar (1942)
- Sexlingar (1942)
- Snapphanar (1942)
- Sol över Klara (1942)
- Tre glada tokar (1942)
- Tre skojiga skojare (1942)
- Vi hemslavinnor (1942)
- Vårat gäng (1942)
- Hemtrevnad i kasern (1942)
- Farliga vägar (1942)
- Morgondagens melodi (1942)
- Flickan i fönstret mitt emot (1942)
- Jacobs stege (1942)
- En äventyrare (1942)
- Det är min musik (1942)
- Livet på en pinne (1942)
- Ta hand om Ulla (1942)
- Ungdom i bojor (1942)
- Kan doktorn komma? (1942)
- Olycksfågeln nr 13 (1942)
- Kvinnan tar befälet (1942)
- Halta Lottas krog (1942)
- Stinsen på Lyckås (1942)
- Aktören (1943)
- Anna Lans (1943)
- Det brinner en eld (1943)
- Elvira Madigan (1943)
- Herre med portfölj (1943)
- Hon trodde det var han (1943)
- Kajan går till sjöss (1943)
- Katrina (1943)
- Kungsgatan (1943)
- Kvinnor i fångenskap (1943)
- Ombyte av tåg (1943)
- Ordet (1943)
- Professor Poppes prilliga prillerier (1943)
- Örlogsmän (1943)
- En vår i vapen (1943)
- Vi mötte stormen (1943)
- I brist på bevis (1943)
- Stora skrällen (1943)
- Prästen som slog knockout (1943)
- Flickan är ett fynd (1943)
- Som du vill ha mej (1943)
- Fångad av en röst (1943)
- Lille Napoleon (1943)
- På liv och död (1943)
- En melodi om våren (1943)
- En flicka för mej (1943)
- Herr Collins äventyr (1943)
- Det spökar - det spökar ... (1943)
- Sjätte skottet (1943)
- Livet måste levas (1943)
- Natt i hamn (1943)
- I dag gifter sig min man (1943)
- Ungt blod (1943)
- Jag dräpte (1943)
- När ungdomen vaknar (1943)
- Hans majestäts rival (1943)
- Sonja (1943)
- I mörkaste Småland (1943)
- Brödernas kvinna (1943)
- Älskling, jag ger mig (1943)
- Livet på landet (1943)
- En fånge har rymt (1943)
- Appassionata (1944)
- Den heliga lögnen (1944)
- Fattiga riddare (1944)
- Flickan och Djävulen (1944)
- Hemsöborna (1944)
- Hets (1944)
- Mitt folk är icke ditt (1944)
- Räkna de lyckliga stunderna blott (1944)
- Rännstensungar (1944)
- Skåningar (1944)
- Tåg 56 (1944)
- Vändkorset (1944)
- Örnungar (1944)
- En dag skall gry (1944)
- Kungajakt (1944)
- Snöstormen (1944)
- Narkos (1944)
- Släkten är bäst (1944)
- Excellensen (1944)
- En dotter född (1944)
- Klockan på Rönneberga (1944)
- Kärlek och allsång (1944)
- Lev farligt (1944)
- Kärlekslivets offer (1944)
- Hans officiella fästmö (1944)
- Gröna hissen (1944)
- Lilla helgonet (1944)
- Den osynliga muren (1944)
- Skogen är vår arvedel (1944)
- Jag är eld och luft (1944)
- Som folk är mest (1944)
- Vi behöver varann (1944)
- Vår Herre luggar Johansson (1944)
- Nyordning på Sjögårda (1944)
- Stopp! Tänk på något annat (1944)
- Sabotage (1944)
- Dolly tar chansen (1944)
- ...och alla dessa kvinnor (1944)
- Fia Jansson från Söder (1944)
- Prins Gustaf (1944)
- Kejsarn av Portugallien (1944)
- När seklet var ungt (1944)
- Skeppar Jansson (1944)
- Barnen från Frostmofjället (1945)
- Blod och eld (1945)
- Bröderna Östermans huskors (1945)
- Blåjackor (1945)
- Den allvarsamma leken (1945)
- Fram för lilla Märta (1945)
- Gomorron Bill! (1945)
- Idel ädel adel (1945)
- I som här inträden (1945)
- Kungliga patrasket (1945)
- Sten Stensson kommer till stan (1945)
- Trav, hopp och kärlek (1945)
- Vandring med månen (1945)
- På farliga vägar (1945)
- Maria på Kvarngården (1945)
- Oss tjuvar emellan eller En burk ananas (1945)
- Mans kvinna (1945)
- Tre söner gick till flyget (1945)
- Två människor (1945)
- Flickor i hamn (1945)
- Pettersson & Bendels nya affärer (1945)
- Hans Majestät får vänta (1945)
- Biljett till äventyret (1945)
- Rosen på Tistelön (1945)
- Lidelse (1945)
- Sussie (1945)
- I Roslagens famn (1945)
- Jagad (1945)
- Svarta rosor (1945)
- Änkeman Jarl (1945)
- Moderskapets kval och lycka (1945)
- Galgmannen (1945)
- Brott och straff (1945)
- Rattens musketörer (1945)
- Jolanta, den gäckande suggan (1945)
- Flickorna i Småland (1945)
- Det var en gång (1945)
- Den glade skräddaren (1945)
- Resan bort (1945)
- Sextetten Karlsson (1945)
- 13 stolar (1945)
- Trötte Teodor (1945)
- 91:an Karlsson. "Hela Sveriges lilla beväringsman" (1946)
- Ballongen (1946)
- Det regnar på vår kärlek (1946)
- Driver dagg, faller regn (1946)
- Ebberöds bank (1946)
- I dödens väntrum (1946)
- Klockorna i Gamla stan (1946)
- Kris (1946)
- Kristin kommenderar (1946)
- Medan porten var stängd (1946)
- Pengar - en tragikomisk saga (1946)
- Saltstänk och krutgubbar (1946)
- Rötägg (1946)
- Ungdom i fara (1946)
- Åsa-Hanna (1946)
- En förtjusande fröken (1946)
- Försök inte med mej (1946)
- Brita i grosshandlarhuset (1946)
- 100 dragspel och en flicka (1946)
- Onsdagsväninnan (1946)
- Peggy på vift (1946)
- Det glada kalaset (1946)
- Johansson och Vestman (1946)
- Kärlek och störtlopp (1946)
- Bröllopet på Solö (1946)
- Det är min modell (1946)
- Möte i natten (1946)
- Kvinnor i väntrum (1946)
- Ödemarksprästen (1946)
- Begär (1946)
- När ängarna blommar (1946)
- Barbacka (1946)
- Bröder emellan (1946)
- Iris och löjtnantshjärta (1946)
- Jag älskar dig, argbigga (1946)
- Hotell Kåkbrinken (1946)
- Stiliga Augusta (1946)
- 91:an Karlssons permis (1947)
- Brott i sol (1947)
- Här kommer vi (1947)
- Krigsmans erinran (1947)
- Kvinna utan ansikte (1947)
- Maj på Malö (1947)
- Maria (1947)
- Mästerdetektiven Blomkvist (1947)
- Rallare (1947)
- Skepp till Indialand (1947)
- Supé för två (1947)
- Sången om Stockholm (1947)
- Tösen från Stormyrtorpet (1947)
- Den långa vägen (1947)
- Djurgårdskvällar (1947)
- Harald Handfaste (1947)
- Eviga länkar (1947)
- Onda ögon (1947)
- Bröllopsnatten (1947)
- Dynamit (1947)
- Konsten att älska (1947)
- Stackars lilla Sven (1947)
- Jens Månsson i Amerika (1947)
- ...Och efter skymning kommer mörker (1947)
- Bruden kom genom taket (1947)
- Pappa sökes (1947)
- Ingen väg tillbaka (1947)
- Livet i Finnskogarna (1947)
- Lata Lena och blåögda Per (1947)
- Jag älskar dig, Karlsson! (1947)
- Det vackraste på jorden (1947)
- En fluga gör ingen sommar (1947)
- Sjätte budet (1947)
- Vår Herre tar semester (1947)
- Försummad av sin fru (1947)
- Kronblom (1947)
- Det kom en gäst (1947)
- Nyckeln och ringen (1947)
- Två kvinnor (1947)
- 40 år med kungen (1947)
- Tant Grön, Tant Brun och Tant Gredelin (1947)
- Får jag lov, magistern! (1947)
- Tappa inte sugen (1947)
- Kvarterets olycksfågel (1947)
- Ådalens poesi (1947)
- Banketten (1948)
- Främmande hamn (1948)
- Hamnstad (1948)
- Intill helvetets portar (1948)
- Lappblod (1948)
- Lars Hård (1948)
- Lilla Märta kommer tillbaka (1948)
- Loffe som miljonär (1948)
- Musik i mörker (1948)
- På dessa skuldror (1948)
- Soldat Bom (1948)
- Loffe på luffen (1948)
- Jag är med eder... (1948)
- Nattvaktens hustru (1948)
- Folket i Simlångsdalen (1948)
- Livet på Forsbyholm (1948)
- Glada paraden (1948)
- Var sin väg (1948)
- Kärlek, solsken och sång (1948)
- Olympiad i vitt (1948)
- En svensk tiger (1948)
- Marknadsafton (1948)
- Nu börjar livet (1948)
- Hjältar mot sin vilja (1948)
- Robinson i Roslagen (1948)
- Vart hjärta har sin saga (1948)
- Dit vindarna bär (1948)
- Janne Vängmans bravader (1948)
- Synd (1948)
- Solkatten (1948)
- Hammarforsens brus (1948)
- Eva (1948)
- Flickan från fjällbyn (1948)
- Sotlugg och Linlugg (1948)
- Kvinnan gör mig galen (1948)
- Bara en mor (1949)
- Flickan från tredje raden (1949)
- Fängelse (1949)
- Kvinna i vitt (1949)
- Lång-Lasse i Delsbo (1949)
- Människors rike (1949)
- Pappa Bom (1949)
- Singoalla (1949)
- Stora Hoparegränd och himmelriket (1949)
- Törst (1949)
- Åsa-Nisse (1949)
- Flottans kavaljerer (1949)
- Sven Tusan (1949)
- Farlig vår (1949)
- Gatan (1949)
- Hur tokigt som helst (1949)
- Smeder på luffen (1949)
- Kvinnan som försvann (1949)
- Kuckelikaka (1949)
- Greven från gränden (1949)
- Boman får snurren (1949)
- Skolka skolan (1949)
- Sjösalavår (1949)
- Hin och smålänningen (1949)
- Janne Vängman på nya äventyr (1949)
- Havets son (1949)
- Kronblom kommer till stan (1949)
- Jungfrun på Jungfrusund (1949)
- Svenske ryttaren (1949)
- Lattjo med Boccaccio (1949)
- Pippi Långstrump (1949)
- Sampo Lappelill (1949)
- Bohus Bataljon (1949)
- Huset nr 17 (1949)
- Kärleken segrar (1949)
- Vi flyger på Rio (1949)

## 1950–1959
- Flicka och hyacinter (1950)
- Anderssonskans Kalle (1950)
- Kvartetten som sprängdes (1950)
- Till glädje (1950)
- Hjärter knekt (1950)
- Den vita katten (1950)
- Kyssen på kryssen (1950)
- Kastrullresan (1950)
- Ung och kär (1950)
- Min syster och jag (1950)
- Frökens första barn (1950)
- Stjärnsmäll i Frukostklubben (1950)
- Kon-Tiki (1950)
- Restaurant Intim (1950)
- Loffe blir polis (1950)
- Pimpernel Svensson (1950)
- Medan staden sover (1950)
- När kärleken kom till byn (1950)
- Sånt händer inte här (1950)
- Med folket för fosterlandet (1950)
- Konung Gustaf V in memoriam (1950)
- Åsa-Nisse på jaktstigen (1950)
- Två trappor över gården (1950)
- När Bengt och Anders bytte hustrur (1950)
- Rågens rike (1950)
- Förbjuden djungel (1950)
- Min vän Oscar (1951)
- Biffen och Bananen (1951)
- 91 Karlssons bravader (1951)
- Fröken Julie (1951)
- Hon dansade en sommar (1951)
- Tull-Bom (1951)
- Livat på luckan (1951)
- Frånskild (1951)
- Fästmö uthyres (1951)
- Puck heter jag (1951)
- Dårskapens hus (1951)
- Södrans revy (1951)
- Gre-No-Li, Nacka & Co. (1951)
- Motorkavaljerer (1951)
- Kanske en gentleman (1951)
- Tini-Kling (1951)
- Leva på "Hoppet" (1951)
- Uppdrag i Korea (1951)
- Det var en gång en sjöman (1951)
- Påhittiga Johansson (1951)
- Skeppare i blåsväder (1951)
- Kvinnan bakom allt (1951)
- Spöke på semester (1951)
- Sommarlek (1951)
- Starkare än lagen (1951)
- Bärande hav (1951)
- Poker (1951)
- Elddonet (1951)
- Greve Svensson (1951)
- Sköna Helena (1951)
- Ubåt 39 (1952)
- Han glömde henne aldrig (1952)
- Flyg-Bom (1952)
- Flottare med färg (1952)
- Kvinnors väntan (1952)
- Trots (1952)
- Eldfågeln (1952)
- Hård klang (1952)
- För min heta ungdoms skull (1952)
- Klasskamrater (1952)
- En fästman i taget (1952)
- Kronans glada gossar (1952)
- Möte med livet (1952)
- När syrenerna blomma (1952)
- Åke klarar biffen (1952)
- Under svällande segel (1952)
- Regementets ros (1952)
- Säg det med blommor (1952)
- Klackarna i taket (1952)
- Blondie, Biffen och Bananen (1952)
- Adolf i toppform (1952)
- Snurren direkt (1952)
- Kalle Karlsson från Jularbo (1952)
- Under Södra korset (1952)
- Åsa-Nisse på nya äventyr (1952)
- Drömsemester (1952)
- Hon kom som en vind (1952)
- H.C. Andersens sagor (1952)
- 69:an, sergeanten och jag (1952)
- Farlig kurva (1952)
- Kärlek (1952)
- Oppåt med Gröna Hissen (1952)
- Alla tiders 91 Karlsson (1953)
- Sommaren med Monika (1953)
- Dumbom (1953)
- Glasberget (1953)
- Gycklarnas afton (1953)
- Ingen mans kvinna (1953)
- Vi tre debutera (1953)
- Vägen till Klockrike (1953)
- I dimma dold (1953)
- Mästerdetektiven och Rasmus (1953)
- Göingehövdingen (1953)
- I dur och skur (1953)
- Marianne (1953)
- Resan till dej (1953)
- Det var dans bort i vägen (1953)
- Ogift fader sökes (1953)
- Flickan från Backafall (1953)
- Ursula – flickan i finnskogarna (1953)
- Folket i fält (1953)
- Janne Vängman i farten (1953)
- Skuggan (1953)
- Barabbas (1953)
- Kungen av Dalarna (1953)
- Dansa min docka (1953)
- Kvinnohuset (1953)
- Fartfeber (1953)
- Karin Månsdotter (1954)
- En lektion i kärlek (1954)
- Gabrielle (1954)
- Herr Arnes penningar (1954)
- Dans på rosor (1954)
- Flicka utan namn (1954)
- En natt på Glimmingehus (1954)
- En karl i köket (1954)
- Aldrig med min kofot (1954)
- I rök och dans (1954)
- Östermans testamente (1954)
- De röda hästarna (1954)
- Gula divisionen (1954)
- Flottans glada gossar (1954)
- Åsa-Nisse på semester (1954)
- Gud Fader och tattaren (1954)
- Café Lunchrasten (1954)
- Hjälpsamma herrn (1954)
- 1954 års vinter-VM i Sverige (1954)
- Som i drömmar (1954)
- Bror min och jag (1954)
- Förtrollad vandring (1954)
- Sju svarta "Be-Hå" (1954)
- Aldrig med min kofot (1954)
- Storm över Tjurö (1954)
- Taxi 13 (1954)
- Flicka med melodi (1954)
- Seger i mörker (1954)
- Åsa-Nisse på hal is (1954)
- Anaconda (1954)
- Salka Valka (1954)
- Ung man söker sällskap (1954)
- Hästhandlarens flickor (1954)
- Ung sommar (1954)
- Skrattbomben (1954)
- Två sköna juveler (1954)
- Mord, lilla vän (1955)
- 91 Karlsson rycker in (1955)
- Sommarnattens leende (1955)
- Hoppsan! (1955)
- Bröderna Östermans bravader (1955)
- Farlig frihet (1955)
- Simon Syndaren (1955)
- Den underbara lögnen (1955)
- Resa i natten (1955)
- Brudar och bollar (1955)
- Ute blåser sommarvind (1955)
- Männen i mörker (1955)
- Far och flyg (1955)
- Karusellen i fjällen (1955)
- Flickan i regnet (1955)
- Stampen (1955)
- Älskling på vågen (1955)
- Blockerat spår (1955)
- Danssalongen (1955)
- Kvinnodröm (1955)
- Vildfåglar (1955)
- Flottans muntergökar (1955)
- Den glade skomakaren (1955)
- Giftas (1955)
- Enhörningen (1955)
- Sista ringen (1955)
- Paradiset (1955)
- Farligt löfte (1955)
- Janne Vängman och den stora kometen (1955)
- Våld (1955)
- Så tuktas kärleken (1955)
- Kärlek på turné (1955)
- Luffaren och Rasmus (1955)
- Hemsöborna (1955)
- Blå himmel (1955)
- Flicka i kasern (1955)
- Friarannonsen (1955)
- Ljuset från Lund (1955)
- Swing it, fröken (1956)
- Sjunde himlen (1956)
- Ratataa (1956)
- Egen ingång (1956)
- Åsa-Nisse ordnar allt (1956)
- Ett kungligt äventyr (1956)
- Blånande hav (1956)
- Litet bo (1956)
- Ett dockhem (1956)
- Främlingen från skyn (1956)
- Det är aldrig för sent (1956)
- På heder och skoj (1956)
- Rätten att älska (1956)
- Flamman (1956)
- Sommarflickan (1956)
- Finnskogens folk (1956)
- Sju vackra flickor (1956)
- Gorilla (1956)
- Kulla-Gulla (1956)
- Nattbarn (1956)
- Den dödes skugga (1956)
- Syndare i filmparadiset (1956)
- Den hårda leken (1956)
- Åsa-Nisse flyger i luften (1956)
- Flickan i frack (1956)
- Den tappre soldaten Jönsson (1956)
- Suss gott (1956)
- Lille Fridolf och jag (1956)
- Sista paret ut (1956)
- Het är min längtan (1956)
- Moln över Hellesta (1956)
- Sceningång (1956)
- Rasmus, Pontus och Toker (1956)
- Där möllorna gå... (1956)
- Johan på Snippen (1956)
- Kalle Stropp, Grodan Boll och deras vänner (1956)
- Sången om den eldröda blomman (1956)
- Häxan (1956)
- Krut och kärlek (1956)
- Smultronstället (1957)
- Det sjunde inseglet (1957)
- 91:an Karlsson slår knock out (1957)
- Med glorian på sned (1957)
- Aldrig i livet (1957)
- Gårdarna runt sjön (1957)
- Vägen genom Skå (1957)
- Skorpan (1957)
- Sista natten (1957)
- Tarps Elin (1957)
- En drömmares vandring (1957)
- Som man bäddar... (1957)
- Mamma tar semester (1957)
- Räkna med bråk (1957)
- Lille Fridolf blir morfar (1957)
- Möten i skymningen (1957)
- Gäst i eget hus (1957)
- Livets vår (1957)
- Expedition Röda havet (1957)
- Nattens ljus (1957)
- Ingen morgondag (1957)
- Enslingen Johannes (1957)
- Vildmarkssommar (1957)
- Blommor åt gudarna (1957)
- Synnöve Solbakken (1957)
- Mästerdetektiven Blomkvist lever farligt (1957)
- Sjutton år (1957)
- Sommarnöje sökes (1957)
- Johan på Snippen tar hem spelet (1957)
- Värmlänningarna (1957)
- En djungelsaga (1957)
- Flottans överman (1958)
- Jazzgossen (1958)
- Den store amatören (1958)
- Du är mitt äventyr (1958)
- Klarar Bananen Biffen? (1958)
- Prästen i Uddarbo (1958)
- Damen i svart (1958)
- Bock i örtagård (1958)
- 91:an Karlsson slår knockout (1958)
- Far till sol och vår (1958)
- Kostervalsen (1958)
- Nära livet (1958)
- Åsa-Nisse i full fart (1958)
- Blondin i fara (1958)
- Jangada (1958)
- Fridolf sticker opp! (1958)
- Lek på regnbågen (1958)
- Kvinna i leopard (1958)
- Körkarlen (1958)
- Slag för slag (1958)
- Linje sex (1958)
- Musik ombord (1958)
- Vi på Väddö (1958)
- Fröken April (1958)
- Ett svårskött pastorat (1958)
- Åsa-Nisse i kronans kläder (1958)
- Mannekäng i rött (1958)
- Ansiktet (1958)
- Laila (1958)
- Rymdinvasion i Lappland (1959)
- 91:an Karlsson muckar (tror han) (1959)
- Himmel och pannkaka (1959)
- Det svänger på slottet (1959)
- Fröken Chic (1959)
- Guldgrävarna (1959)
- Enslingen i blåsväder (1959)
- Bröllopsnatten (1959)
- Resa i toner (1959)
- Det kom två män (1959)
- Får jag låna din fru? (1959)
- Mästarnas match (1959)
- Fly mej en greve (1959)
- Brott i Paradiset (1959)
- Bara en kypare (1959)
- Den kära leken (1959)
- Ryttare i blått (1959)
- Med fara för livet (1959)
- Sköna Susanna och gubbarna (1959)
- Fridolfs farliga ålder (1959)
- Raggare! (1959)
- Hägringen (1959)
- För katten (1959)
- Lejon på stan (1959)
- Mälarpirater (1959)
- Sängkammartjuven (1959)
- Åsa-Nisse jubilerar (1959)
- Med mord i bagaget (1959)

## 1960–1969
- Djävulens öga (1960)
- Jungfrukällan (1960)
- På en bänk i en park (1960)
- Kärlekens decimaler (1960)
- Alla vi barn i Bullerbyn (1960)
- Tärningen är kastad (1960)
- De sista stegen (1960)
- Av hjärtans lust (1960)
- Sommar och syndare (1960)
- Bröllopsdagen (1960)
- Domaren (1960)
- Åsa-Nisse som polis (1960)
- Goda vänner trogna grannar (1960)
- När mörkret faller (1960)
- Tre önskningar (1960)
- Bara roligt i Bullerbyn (1961)
- Ljuvlig är sommarnatten (1961)
- Stöten (1961)
- Såsom i en spegel (1961)
- Änglar, finns dom? (1961)
- När seklet var ungt (1961)
- Karneval (1961)
- Två levande och en död (1961)
- Svenska Floyd (1961)
- Svenska flickor i Paris (1961)
- Pojken i trädet (1961)
- Pärlemor (1961)
- Lita på mej, älskling! (1961)
- Lustgården (1961)
- Vi fixar allt (1961)
- Åsa-Nisse bland grevar och baroner (1961)
- Raggargänget (1962)
- Briggen Tre Liljor (1962)
- Biljett till paradiset (1962)
- Vita frun (1962)
- Vaxdockan (1962)
- Chans (1962)
- En nolla för mycket (1962)
- Nils Holgerssons underbara resa (1962)
- Älskarinnan (1962)
- Den kära familjen (1962)
- Åsa-Nisse på Mallorca (1962)
- Kort är sommaren (1962)
- Siska (1962)
- Kvarteret Korpen (1963)
- Min kära är en ros (1963)
- Nattvardsgästerna (1963)
- Tystnaden (1963)
- Det är hos mig han har varit (1963)
- Kurragömma (1963)
- Hällebäcks gård (1963)
- Protest (1963)
- Barnvagnen (1963)
- Lyckodrömmen (1963)
- Den gula bilen (1963)
- En söndag i september (1963)
- Adam och Eva (1963)
- Prins Hatt under jorden (1963)
- Åsa-Nisse och tjocka släkten (1963)
- Mordvapen till salu (1963)
- Sällskapslek (1963)
- Sten Stensson kommer tillbaka (1963)
- En vacker dag (1963)
- 491 (1964)
- För att inte tala om alla dessa kvinnor (1964)
- Svenska bilder (1964)
- Tjorven, Båtsman och Moses (1964)
- Äktenskapsbrottaren (1964)
- Älskande par (1964)
- Tre dar i buren (1964)
- Wild West Story (1964)
- Är du inte riktigt klok? (1964)
- Att älska (1964)
- Bröllopsbesvär (1964)
- Åsa-Nisse i popform (1964)
- Älskling på vift (1964)
- Blåjackor (1964)
- Klänningen (1964)
- Drömpojken (1964)
- Käre John (1964)
- Kungsleden (1964)
- Tre dar på luffen (1964)
- Att angöra en brygga (1965)
- Tjorven och Skrållan (1965)
- Arken (1965)
- Kattorna (1965)
- Uppehåll i myrlandet (1965)
- För vänskaps skull (1965)
- Här kommer bärsärkarna (1965)
- Kärlek 65 (1965)
- Jakten (1965)
- Juninatt (1965)
- Festivitetssalongen (1965)
- Morianerna (1965)
- Salta gubbar och sextanter (1965)
- Calle P (1965)
- Tills. med Gunilla månd. kväll o. tisd. (1965)
- För tapperhet i tält (1965)
- Jag – en kvinna (1965)
- Ett sommaräventyr (1965)
- Här börjar äventyret (1965)
- Nattmara (1965)
- Åsa-Nisse slår till (1965)
- Adamsson i Sverige (1966)
- Den levande skogen (1966)
- Den ödesdigra klockan (1966)
- Dessa fantastiska smålänningar med sina finurliga maskiner (1966)
- Heja Roland! (1966)
- Här har du ditt liv (1966)
- Jag – en älskare (1966)
- Myglaren (1966)
- Myten eller Han snodde en blomma och fick springa för livet (1966)
- Nattlek (1966)
- Oj oj oj eller Sången om den eldröda hummern (1966)
- Ormen (1966)
- Pang i bygget (1966)
- Persona (1966)
- Prinsessan (1966)
- Ska' ru' me' på fest? (1966)
- Svält (1966)
- Syskonbädd 1782 (1966)
- Tjorven och Mysak (1966)
- Trettio pinnar muck (1966)
- Träfracken (1966)
- Ön (1966)
- Yngsjömordet (1966)
- Åsa-Nisse i raketform (1966)
- Bränt barn (1967)
- Den onda cirkeln (1967)
- Den röda kappan (1967)
- Drra på – kul grej på väg till Götet (1967)
- Elvira Madigan (1967)
- En sån strålande dag (1967)
- Hugo och Josefin (1967)
- Jag är nyfiken - gul (1967)
- Kärlek 1-1000 (1967)
- Livet är stenkul (1967)
- Människor möts och ljuv musik uppstår i hjärtat (1967)
- Mördaren – en helt vanlig person (1967)
- Ola & Julia (1967)
- Puss & kram (1967)
- Resan (1967)
- Roseanna (1967)
- Ryck mej i svansen, älskling! (1967)
- Skrållan, Ruskprick och Knorrhane (1967)
- Stimulantia (1967)
- Tofflan (1967)
- Tvärbalk (1967)
- Åsa-Nisse i agentform (1967)
- Agent 0,5 och kvarten - fattaruväl! (1968)
- Badarna (1968)
- Ballad (1968)
- Bamse (1968)
- Carmilla (1968)
- Den vita sporten (1968)
- Dom kallar oss mods (1968)
- Fanny Hill (1968)
- Flickorna (1968)
- Freddy klarar biffen (1968)
- Het snö (1968)
- I huvet på en gammal gubbe (1968)
- Jag älskar, du älskar (1968)
- Jag är nyfiken – blå (1968)
- Komedi i Hägerskog (1968)
- Korridoren (1968)
- Kvinnolek (1968)
- Lejonsommar (1968)
- Lådan (1968)
- Längta efter kärlek (1968)
- Modiga mindre män (1968)
- Ole dole doff (1968)
- Pappa varför är du arg - du gjorde likadant själv när du var ung (1968)
- Sarons ros och gubbarna i Knohult (1968)
- Skammen (1968)
- ...som havets nakna vind (1968)
- Svarta palmkronor (1968)
- Under ditt parasoll (1968)
- Vargtimmen (1968)
- Villervalle i Söderhavet (1968)
- Vindingevals (1968)
- Vi på Saltkråkan (1968)
- Åsa-Nisse och den stora kalabaliken (1968)
- Bokhandlaren som slutade bada (1969)
- Den vilda jakten på likbilen (1969)
- Deserter USA (1969)
- Duett för kannibaler (1969)
- En dröm om frihet (1969)
- En passion (1969)
- Eva – den utstötta (1969)
- Eriksson (1969)
- Fadern (1969)
- Farbror Blås nya båt (1969)
- Gladiatorerna (1969)
- Jag – en kvinna 2 (1969)
- Kameleonterna (1969)
- Klabautermannen (1969)
- Harry Munter (1969)
- Hur Marie träffade Fredrik, åsnan Rebus, kängurun Ploj och... (1969)
- Made in Sweden (1969)
- Med krut i nävarna (1969)
- Mej och dej (1969)
- Miss and mrs Sweden (1969)
- Misshandlingen (1969)
- Ni ljuger (1969)
- Rekordåren 1966, 1967, 1968... (1969)
- Skottet (1969)
- Som natt och dag (1969)
- Ur kärlekens språk (1969)
- Ådalen 31 (1969)
- Åsa-Nisse i rekordform (1969)

## 1970–1979
- Ann och Eve – de erotiska (1970)
- Anna (1970)
- Bajen (1970)
- Baltutlämningen (1970)
- Champagne Rose är död (1970)
- De många sängarna (1970)
- Den magiska cirkeln (1970)
- En kärlekshistoria (1970)
- Grisjakten (1970)
- Jänken (1970)
- Kamrater, motståndaren är välorganiserad (1970)
- Kyrkoherden (1970)
- Lyckliga skitar (1970)
- Mera ur Kärlekens språk (1970)
- Ministern (1970)
- Nana (1970)
- Pippi Långstrump på de sju haven (1970)
- På rymmen med Pippi Långstrump (1970)
- Reservatet (1970)
- Rötmånad (1970)
- Skräcken har 1000 ögon (1970)
- Som hon bäddar får han ligga (1970)
- Stockholmssommar (1970)
- Terry Whitmore, for Example (1970)
- Ute (1970)
- 47:an Löken (1971)
- Badjävlar (1971)
- Beröringen (1971)
- Brother Carl (1971)
- Dagmars heta trosor (1971)
- Deadline (1971)
- Emil i Lönneberga (1971)
- Exponerad (1971)
- Joe Hill (1971)
- Kärlekens XYZ (1971)
- Lockfågeln (1971)
- Midsommardansen (1971)
- Niklas och Figuren (1971)
- Någon att älska (1971)
- Smoke
- Sound of Näverlur (1971)
- Troll (1971)
- Utvandrarna (1971)
- Vill så gärna tro (1971)
- Äppelkriget (1971)
- 47:an Löken blåser på (1972)
- Anderssonskans Kalle (1972)
- AWOL – avhopparen (1972)
- Bäddat för lusta (1972)
- Du gamla, du fria (1972)
- Firmafesten (1972)
- Jag heter Stelios (1972)
- Klara Lust (1972)
- Kärlek - så gör vi. Brev till Inge och Sten (1972)
- Mannen från andra sidan (1972)
- Mannen som slutade röka (1972)
- Nya hyss av Emil i Lönneberga (1972)
- Nybyggarna (1972)
- Smekmånad (1972)
- Strandhugg i somras (1972)
- Swedish Wildcats (1972)
- Ture Sventon, privatdetektiv (1972)
- Vem älskar Yngve Frej? (1972)
- Anderssonskans Kalle i busform (1973)
- Anita – ur en tonårsflickas dagbok (1973)
- Baksmälla (1973)
- Bröllopet (1973)
- Den pornografiska jungfrun (1973)
- Ebon Lundin (1973)
- Emil och griseknoen (1973)
- För var och en ni dömer kommer tio till (1973)
- Håll alla dörrar öppna (1973)
- Här kommer Pippi Långstrump (1973)
- Luftburen (1973)
- Nykolonialism – Senegal, ett exempel (1973)
- Om 7 flickor (1973)
- Pistolen (1973)
- På tisdag vaknar vi upp till framtiden (1973)
- Smutsiga fingrar (1973)
- Stenansiktet (1973)
- Viggen 37 (1973)
- Viskningar och rop (1973)
- Ådalen 1973 (1973)
- Den pornografiska jungfrun (1974)
- Det sista äventyret (1974)
- Dunderklumpen! (1974)
- En enkel melodi (1974)
- En handfull kärlek (1974)
- Fimpen (1974)
- Flossie (1974)
- Gangsterfilmen (1974)
- Inkräktarna (1974)
- Jorden runt med Fanny Hill (1974)
- Nyckelhålet (1974)
- Porr i skandalskolan (1974)
- Promenad i de gamlas land (1974)
- På spaning ... (1974)
- Rapport från Stockholms sexträsk (1974)
- Rännstensungar (1974)
- Sams (1974)
- Scener ur ett äktenskap (1974)
- Thriller – en grym film (1974)
- Vild på sex (1974)
- Vita nejlikan eller Den barmhärtige sybariten (1974)
- Världens bästa Karlsson (1974)
- Allmänna ordningen (1975)
- Breaking Point (1975)
- Champagnegalopp (1975)
- Den vita väggen (1975)
- En kille och en tjej (1975)
- Garaget (1975)
- Giliap (1975)
- I död mans spår (1975)
- Justine och Juliette (1975)
- Kom till Casino (1975)
- Kulstötaren (1975)
- Lejonet och jungfrun (1975)
- Maria (1975)
- Monismanien 1995 (1975)
- Må vårt hus förskonas från tigrar (1975)
- Sagan om Karl-Bertil Jonssons julafton (1975)
- Skärseld (1975)
- Släpp fångarne loss – det är vår! (1975)
- Sängkamrater (1975)
- Trollflöjten (1975)
- Ungkarlshotellet (1975)
- Vem var Dracula? (1975)
- Ägget är löst! (1975)
- Agaton Sax och Byköpings gästabud (1976)
- Ansikte mot ansikte (1976)
- Bel Ami (1976)
- Den k... släkten (1976)
- Djungeläventyret Campa, Campa (1976)
- Drömmen om Amerika (1976)
- Fallet Cash (1976)
- Förvandlingen (1976)
- Hallo Baby (1976)
- I lust och nöd (1976)
- ...It's Nice to Be Privileged (1976)
- Kvinna mitt på jorden (1976)
- Långt borta och nära (1976)
- Mannen på taket (1976)
- Mina drömmars stad (1976)
- Mitt på jorden – mitt under solen (1976)
- Polare (1976)
- Sven Klangs kvintett (1976)
- Veckända i Stockholm (1976)
- Vi har vår egen sång – musikfilmen (1977)
- 91:an och generalernas fnatt (1977)
- Abba – the Movie (1977)
- Bang! (1977)
- Bluff Stop (1977)
- Bröderna Lejonhjärta (1977)
- Den allvarsamma leken (1977)
- Elvis! Elvis! (1977)
- The Frozen Star (1977)
- Hempas bar (1977)
- Hemåt i natten (1977)
- Jack (1977)
- Kärleksvirveln (1977)
- Kärleksön (1977)
- Mackan (1977)
- Mamma pappa barn (1977)
- Mariedamm – en dag, ett år, ett liv (1977)
- Molly - familjeflickan (1977)
- Måndagarna med Fanny (1977)
- Månen är en grön ost (1977)
- Paradistorg (1977)
- Skogsbrand (1977)
- Tabu (1977)
- Ta mej i dalen (1977)
- Uppdraget (1977)
- Victor Frankenstein (1977)
- Bomsalva (1978)
- Chez Nous (1978)
- Dante - akta're för Hajen! (1978)
- Det faller ett träd (1978)
- En och en (1978)
- En vandring i solen (1978)
- Frihetens murar (1978)
- Fäbodjäntan (1978)
- Höstsonaten (1978)
- Karlstad av idag och igår (1978)
- Karlsvik – en by som Gud har glömt (1978)
- Lyftet (1978)
- Man måste ju leva... (1978)
- Mannen i skuggan (1978)
- Män kan inte våldtas (1978)
- Picassos äventyr (1978)
- Slumrande toner (1978)
- Tältet (1978)
- Barnförbjudet (1979)
- Charlotte Löwensköld (1979)
- De försvunna (1979)
- Den åttonde dagen (1979)
- Du är inte klok, Madicken (1979)
- En kärleks sommar (1979)
- Ett anständigt liv (1979)
- Fårödokument 1979 (1979)
- Gå på vattnet om du kan (1979)
- Heja Sverige! (1979)
- Herr Puntila och hans dräng Matti (1979)
- Jag är Maria (1979)
- Jag är med barn (1979)
- Kejsaren (1979)
- Kristoffers hus (1979)
- Linus eller Tegelhusets hemlighet (1979)
- Madicken på Junibacken (1979)
- Min älskade (1979)
- Repmånad (1979)
- Sabina (1979)
- Stortjuven (1979)
- Tillsammans (1979)
- Upprättelsen (1979)
- Vad händer...? (1979)
- Victoria (1979)

## 1980–1989
- Attentatet (1980)
- Barna från Blåsjöfjället (1980)
- Barnens ö (1980)
- Blomstrande tider (1980)
- Den enes död... (1980)
- Drömmen om ett annat liv (1980)
- Du är inte klok, Madicken (1980)
- Flygnivå 450 (1980)
- Gräsänkor på skandalsemester (1980)
- Korpens polska (1980)
- Kärleken (1980)
- Lämna mej inte ensam (1980)
- Lyckliga vi (1980)
- Madicken på Junibacken (1980)
- Mannen som blev miljonär (1980)
- Mannen som gick upp i rök (1980)
- Marmeladupproret (1980)
- Prins Hatt under jorden (1980)
- Sista varningen (1980)
- Sommaren med Wanja (1980)
- Sverige åt svenskarna (1980)
- Sällskapsresan (1980)
- Trollsommar (1980)
- Tvingad att leva (1980)
- Vi hade i alla fall tur med vädret (1980)
- Flickan från byn (1981)
- Förföljelsen (1981)
- Göta kanal (1981)
- Hemmafruarnas hemliga sexliv (1981)
- Höjdhoppar'n (1981)
- Inter Rail (1981)
- Jag rodnar (1981)
- Ligga i Lund (1981)
- Liten Ida (1981)
- Min syster kan grekiska (1981)
- Montenegro eller Pärlor och svin (1981)
- Ondskans värdshus (1981)
- Operation Leo
- Pelle Svanslös (1981)
- Rasmus på luffen (1981)
- Sally och friheten (1981)
- Sista budet (1981)
- Snacka går ju... (1981)
- Sopor (1981)
- Ta' mej doktorn (1981)
- Tuppen (1981)
- Varning för Jönssonligan (1981)
- Victor Sjöström – ett porträtt av Gösta Werner (1981)
- Avskedet (1982)
- Blue Collar America (1982)
- Den enfaldige mördaren (1982)
- Ebba the Movie (1982)
- En flicka på halsen (1982)
- Fanny och Alexander (1982)
- Förföljelsen (1981)
- Gräsänklingar (1982)
- Hungermarschen (1982)
- Ingenjör Andrées luftfärd (1982)
- Jönssonligan & DynamitHarry (1982)
- Klippet (1982)
- Mamma (1982)
- Målaren (1982)
- Pilska Julia på bröllopsresa (1982)
- Skierri – dvärgbjörkarnas land (1982)
- Sova räv (1982)
- Andra dansen (1983)
- Carmen (1983)
- Den sista båten (1983)
- G - som i gemenskap (1983)
- Henrietta (1983)
- Hetaste liggen (1983)
- Jacob Smitaren (1983)
- Kalabaliken i Bender (1983)
- Limpan (1983)
- Lyckans ost (1983)
- Med Lill-Klas i kappsäcken (1983)
- Mod att leva (1983)
- Moderna människor (1983)
- Mot härliga tider (1983)
- Människan och jorden (1983)
- Naturens hämnd (1983)
- P&B (1983)
- Raskenstam (1983)
- Smärtgränsen (1983)
- Svarta fåglar (1983)
- Två killar och en tjej (1983)
- Vi ska mötas igen (1983)
- Åke Hasselgård Story (1983)
- Amandla! Maatla! (1984)
- Bakom jalusin (1984)
- Gaza Ghetto (1984)
- Hägring (1984)
- Jönssonligan får guldfeber (1984)
- Korpen flyger (1984)
- Mannen från Mallorca (1984)
- Medan vi ännu lever (1984)
- Ronja Rövardotter (1984)
- Rosen (1984)
- Samson & Sally (1984)
- Sista leken (1984)
- Sköna juveler (1984)
- Splittring (1984)
- Sömnen (1984)
- Två solkiga blondiner (1984)
- Åke och hans värld (1984)
- Äntligen! (1984)
- Da Capo (1985)
- De flygande djävlarna (1985)
- Dreams of Love (1985)
- Dödspolare (1985)
- Falsk som vatten (1985)
- Inughuit – folket vid jordens navel (1985)
- Jonny Roova (1985)
- Mask of Murder (1985)
- Mitt liv som hund (1985)
- Närkampen (1985)
- Pelle Svanslös i Amerikatt (1985)
- The Porno Race (1985)
- Själen är större än världen (1985)
- Smugglarkungen (1985)
- Stilleben (1985)
- Sällskapsresan II – Snowroller (1985)
- Tvätten (1985)
- Alla vi barn i Bullerbyn (1986)
- Amorosa (1986)
- Bröderna Mozart (1986)
- Demoner (1986)
- Den frusna leoparden (1986)
- Gröna gubbar från Y.R. (1986)
- Hårga (1986)
- I lagens namn (1986)
- Jönssonligan dyker upp igen (1986)
- Lumpen (1986)
- Min pappa är Tarzan (1986)
- Morrhår och ärtor (1986)
- Offret (1986)
- Ormens väg på hälleberget (1986)
- På liv och död (1986)
- Råttis (1986)
- Räven (1986)
- Seppan (1986)
- Teaterterroristerna (1986)
- Älska mej (1986)
- Dirigenterna (1987)
- En film om kärlek (1987)
- En handfull paradis (1987)
- Fadern, Sonen och Den Helige Ande... (1987)
- Friends (1987)
- Helsinki Napoli All Night Long (1987)
- Hip hip hurra! (1987)
- Hotet (1987)
- Jim och piraterna Blom (1987)
- Leif (1987)
- Malacca (1987)
- Mer om oss barn i Bullerbyn (1987)
- Mio min Mio (1987)
- Mälarpirater (1987)
- Nionde kompaniet (1987)
- Pelle Erövraren (1987)
- Pica pica (1987)
- Res aldrig på enkel biljett (1987)
- Reyno! (1987)
- Sent om hösten – en dag i Sverige (1987)
- Sommarkvällar på jorden (1987)
- Spårvagn till havet (1987)
- Stockholmsnatt (1987)
- Svart gryning (1987)
- Testet (1987)
- Vi ska tvivla (1987)
- Amors bilar (1988)
- Besökarna (1988)
- David och de magiska pärlorna (1988)
- Det är långt till New York (1988)
- Enkel resa (1988)
- Folk och rövare i Kamomilla stad (1988)
- Fordringsägare (1988)
- Ingen kan älska som vi (1988)
- Jungfruresan (1988)
- Korpens skugga (1988)
- Livsfarlig film (1988)
- PS Sista sommaren (1988)
- Råttornas vinter (1988)
- Sagolandet (1988)
- Scorched Heat (1988)
- SOS – en segelsällskapsresa (1988)
- Strul (1988)
- Sweetwater (1988)
- Tillbaka till Ararat (1988)
- Vargens tid (1988)
- Venus 90 (1988)
- Vid vägen (1988)
- 1939 (1989)
- Brev till paradiset (1989)
- Cha cha cha (1989)
- Gentlemannakriget (1989)
- Exil – en mors berättelse (1989)
- Hajen som visste för mycket (1989)
- Imorron och imorron och imorron (1989)
- Istanbul (1989)
- Jönssonligan på Mallorca (1989)
- Kronvittnet (1989)
- Kvinnorna på taket (1989)
- Livsstråk (1989)
- Miraklet i Valby (1989)
- Nallar och människor (1989)
- När var tar sin (1989)
- Paper Star (1989)
- Peter och Petra (1989)
- Resan till Melonia (1989)
- S/Y Glädjen (1989)
- Samlaren (1989)
- Strålande tider (1989)
- Tiden har inget namn (1989)
- Tong Tana (1989)
- Täcknamn Coq Rouge (1989)
- Undergångens arkitektur (1989)
- Ängel (1989)

## 1990–1999
- Black Jack (1990)
- Blankt vapen (1990)
- Bulan (1990)
- Den hemliga vännen (1990)
- Dumhet eller brott (1990)
- Gjutarna (1990)
- God afton, Herr Wallenberg (1990)
- Gränslots (1990)
- Hemligheten (1990)
- Hjälten (1990)
- Honungsvargar (1990)
- Jag skall bli Sveriges Rembrandt eller dö! (1990)
- Kurt Olsson – filmen om mitt liv som mig själv (1990)
- Macken (1990)
- Nils Karlsson Pyssling (1990)
- Skyddsängeln (1990)
- Tåg till himlen (1990)
- Werther (1990)
- Agnes Cecilia – en sällsam historia (1991)
- Den ofrivillige golfaren (1991)
- Dyningar (1991)
- Ett paradis utan biljard (1991)
- Freud flyttar hemifrån... (1991)
- Il Capitano (1991)
- Joker (1991)
- Kalle Stropp och Grodan Boll på svindlande äventyr (1991)
- Oxen (1991)
- Riktiga män bär alltid slips (1991)
- T. Sventon och fallet Isabella (1991)
- Underjordens hemlighet (1991)
- Önskas (1991)
- Den demokratiske terroristen (1992)
- En gång i Sverige (1992)
- Ett rättfärdigt krig? eller Ett folkmord i Gulfen (1992)
- Ha ett underbart liv (1992)
- Hammar (1992)
- Harpans barn (1992)
- Jönssonligan & den svarta diamanten (1992)
- Kallt krig i kallt landskap (1992)
- Lotta på Bråkmakargatan (1992)
- Min store tjocke far (1992)
- Stortjuvens pojke (1992)
- Svart Lucia (1992)
- Söndagsbarn (1992)
- Teater Åttonde dagen (1992)
- Änglagård (1992)
- Carl G. Johansson, porträtt av en vagabond (1993)
- Den andra stranden (1993)
- Det sociala arvet (1993)
- Dockpojken (1993)
- Drömkåken (1993)
- Drömmen om Rita (1993)
- Härifrån till Kim (1993)
- Kalle och änglarna (1993)
- Kådisbellan (1993)
- Kärlekens himmelska helvete (1993)
- Lite för mitt hjärta och lite för min Gud (1993)
- Lotta flyttar hemifrån (1993)
- Morfars resa (1993)
- Pariserhjulet (1993)
- På osäker mark (1993)
- Sista dansen (1993)
- Sunes sommar (1993)
- Sökarna (1993)
- Tala! Det är så mörkt (1993)
- Tryggare kan ingen vara ...... (1993)
- Bara du & jag (1994)
- Dansaren (1994)
- En pizza i Jordbro (1994)
- Fjällets son (1994)
- Frihetsligan (1994)
- Förräderi (1994)
- Good Night Irene (1994)
- Granskogen i våra hjärtan (1994)
- Himmel över Malmö (1994)
- Illusioner (1994)
- Jönssonligans största kupp (1994)
- Lust (1994)
- Pillertrillaren (1994)
- Sambandha (1994)
- Sixten (1994)
- Yrrol (1994)
- Änglagård – andra sommaren (1994)
- 30:e november (1995)
- Alfred (1995)
- Atlanten (1995)
- Bert – den siste oskulden (1995)
- Buljong (1995)
- En på miljonen (1995)
- Gott om pojkar, ont om män? (1995)
- Höst i paradiset (1995)
- Jönssonligans största kupp (1995)
- Lust och fägring stor (1995)
- Pensionat Oskar (1995)
- Petri tårar (1995)
- Sommaren (1995)
- Stannar du så springer jag (1995)
- Stora och små män (1995)
- Tag ditt liv (1995)
- Vendetta (1995)
- Vita lögner (1995)
- Älskar, älskar inte (1995)
- Att stjäla en tjuv (1996)
- Bengbulan (1996)
- Bongo Beat (1996)
- Drömprinsen – Filmen om Em (1996)
- Ellinors bröllop (1996)
- Hamsun (1996)
- Harry & Sonja (1996)
- I rollerna tre (1996)
- I skuggan av solen (1996)
- Jerusalem (1996)
- Juloratoriet (1996)
- Jägarna (1996)
- Kalle Blomkvist – Mästerdetektiven lever farligt (1996)
- Lilla Jönssonligan och cornflakeskuppen (1996)
- Lögn (1996)
- Monopol (1996)
- Nu är pappa trött igen (1996)
- Och stjärnans namn var malört (1996)
- Passageraren (1996)
- The Return of Jesus, Part II (1996)
- Rusar i hans famn (1996)
- Sånt är livet (1996)
- Vackert väder (1996)
- Vinterviken (1996)
- Vredens barn (1996)
- 9 millimeter (1997)
- Adam & Eva (1997)
- En frusen dröm (1997)
- En kvinnas huvud (1997)
- Evil Ed (1997)
- Flickor, kvinnor – och en och annan drake (1997)
- Hitler och vi på Klamparegatan (1997)
- Jag är din krigare (1997)
- Jakten på himlens nyckel (1997)
- Kalle Blomkvist och Rasmus (1997)
- Lilla Jönssonligan på styva linan (1997)
- Minister på villovägar (1997)
- Nattbuss 807 (1997)
- Ogifta par (1997)
- Pippi Långstrump (1997)
- Rika barn leka bäst (1997)
- Sanning eller konsekvens (1997)
- Selma & Johanna – en roadmovie (1997)
- Slutspel (1997)
- Spring för livet (1997)
- Svenska hjältar (1997)
- Svensson Svensson – filmen (1997)
- Tic Tac (1997)
- Under ytan (1997)
- Vildängel (1997)
- Vulkanmannen (1997)
- Ättestupan (1997)
- Aligermaas äventyr (1998)
- Blådårar (1998)
- Comédia infantil (1998)
- Det finns bara en sol (1998)
- Det sjunde skottet (1998)
- En kluven stad (1998)
- Falkens öga (1998)
- Fucking Åmål (1998)
- Glasblåsarns barn (1998)
- Hela härligheten (1998)
- Hollywood-rymlingar (1998)
- Homo Sapiens 1900 (1998)
- Lithivm (1998)
- Liv till varje pris (1998)
- Lucky People Center International (1998)
- Sanna ögonblick (1998)
- Sista kontraktet (1998)
- Stockholmania (1998)
- Under solen (1998)
- Veranda för en tenor (1998)
- Zingo (1998)
- Ögat (1998)
- Dagar vid älven (1999)
- Där regnbågen slutar (1999)
- Dödlig drift (1999)
- Freddie Wadling – en släkting till älvorna (1999)
- Happy End (1999)
- Hälsoresan (1999)
- Lusten till ett liv (1999)
- Mamy Blue (1999)
- Noll tolerans (1999)
- Pettson och Findus - Katten och gubbens år (1999)
- Pippi i Söderhavet (1999)
- Raymond – sju resor värre (1999)
- Sherdil (1999)
- Sjön (1999)
- Stjärnsystrar (1999)
- Straydogs (1999)
- Strömming i Digerfallet (1999)
- Svar med foto (1999)
- Tala med mig systrar! (1999)
- Tiden är en dröm (1999)
- Tomten är far till alla barnen (1999)
- Tsatsiki, morsan och polisen (1999)
- Vuxna människor (1999)
- Vägen ut (1999)

## 2000–2009
- Bastarderna i Paradiset (2000)
- Den bästa sommaren (2000)
- Det blir aldrig som man tänkt sig (2000)
- Det nya landet (2000)
- Det okända (2000)
- Dubbel-8 (2000)
- Dykaren (2000)
- Där våldet slutar börjar kärleken (2000)
- En häxa i familjen (2000)
- Från opium till krysantemum (2000)
- Fyren (2000)
- Födelsedagen (2000)
- Före stormen (2000)
- Gå på vatten (2000)
- Gossip (2000)
- Hassel – Förgörarna (2000)
- Hjärta av sten (2000)
- Hundhotellet – En mystisk historia (2000)
- Hur som helst är han jävligt död (2000)
- Jalla! Jalla! (2000)
- Järngänget (2000)
- Jönssonligan spelar högt (2000)
- Knockout (2000)
- Livet är en schlager (2000)
- Ljuset håller mig sällskap (2000)
- Min mamma hade fjorton barn (2000)
- Naken (2000)
- Pelle Svanslös och den stora skattjakten (2000)
- Pettson och Findus – Kattonauten (2000)
- Sleepwalker (2000)
- Street Love (2000)
- Sånger från andra våningen (2000)
- Tillsammans (2000)
- Trolösa (2000)
- Vingar av glas (2000)
- Beck – Hämndens pris (2001)
- Besvärliga människor (2001)
- Den förlorade sonen (2001)
- De älskande i San Fernando (2001)
- Din plats på jorden (2001)
- En förälskelse (2001)
- En sång för Martin (2001)
- Eva & Adam – fyra födelsedagar och ett fiasko (2001)
- Familjehemligheter (2001)
- Festival (2001)
- Fyra kvinnor (2001)
- Hans och hennes (2001)
- Hem ljuva hem (2001)
- Jacobs frestelse (2001)
- Jordgubbar med riktig mjölk (2001)
- Kattbreven (2001)
- Känd från TV (2001)
- Leva livet (2001)
- Livvakterna (2001)
- Ljudmilas röst (2001)
- Om inte (2001)
- Puder (2001)
- Sprängaren (2001)
- Syndare i sommarsol (2001)
- Så vit som en snö (2001)
- Tong Tana – det förlorade paradiset (2001)
- Tsatsiki – vänner för alltid (2001)
- Algeria (2002)
- Alla älskar Alice (2002)
- Beck – Sista vittnet (2002)
- Blådårar 2 – Vägen tillbaka (2002)
- Bäst i Sverige! (2002)
- Den osynlige (2002)
- Du skall älska din nästa såsom dig själv (2002)
- Grabben i graven bredvid (2002)
- Hot Dog (2002)
- Hundtricket (2002)
- Hus i helvete (2002)
- Mitt namn var Sabina Spielrein (2002)
- Muraren (2002)
- Karlsson på taket (2002)
- Klassfesten (2002)
- Lilja 4-ever (2002)
- Livet i 8 bitar (2002)
- Smådeckarna (2002)
- Suxxess (2002)
- Utanför din dörr (2002)
- Capricciosa (2003)
- Dag och natt (2003)
- Den tredje vågen (2003)
- Detaljer (2003)
- Du ska nog se att det går över (2003)
- Elina – som om jag inte fanns (2003)
- Emma och Daniel: Mötet (2003)
- Hannah med H (2003)
- I taket lyser stjärnorna (2003)
- Kommer du med mig då (2003)
- Kontorstid (2003)
- Kopps (2003)
- Köftbögen (2003)
- Lejontämjaren (2003)
- Lillebror på tjuvjakt (2003)
- Mamma pappa barn (2003)
- Miffo (2003)
- Misa mi (2003)
- Nabila (2003)
- Närvarande (2003)
- Om jag vänder mig om (2003)
- Ondskan (2003)
- Paradiset (2003)
- Pojken utan ansikte (2003)
- Rånarna (2003)
- Skenbart – en film om tåg (2003)
- Smala Sussie (2003)
- Sprickorna i muren (2003)
- Terrorister – en film om dom dömda (2003)
- Tillfällig fru sökes (2003)
- Tur & retur (2003)
- 6 Points (2004)
- Alla bara försvinner (2004)
- Armbryterskan från Ensamheten (2004)
- Babylonsjukan (2004)
- Bombay Dreams (2004)
- Camp Slaughter (2004)
- Compadre (2004)
- Ett hål i mitt hjärta (2004)
- Fackklubb 459 – Sista striden på bagarn (2004)
- Falla vackert (2004)
- Fjorton suger (2004)
- From the Beginning to the End (2004)
- Fröken Sverige (2004)
- Fyra nyanser av brunt (2004)
- Gitarrmongot (2004)
- Gå loss (2004)
- Hip hip hora! (2004)
- Hotet (2004)
- Håkan Bråkan & Josef (2004)
- Kyrkogårdsön (2004)
- Kärlekens språk (2004)
- Lilla Jönssonligan på kollo (2004)
- Macbeth (2004)
- Masjävlar (2004)
- Med kameran som tröst, del 2 (2004)
- Mongolpiparen (2004)
- Rancid (2004)
- Rånarna (2004)
- Spår (2004)
- Strandvaskaren (2004)
- Så som i himmelen (2004)
- The Queen of Sheba's Pearls (2004)
- Tre solar (2004)
- Under en blågul himmel (2004)
- Under stjärnorna (2004)
- 165 Hässelby (2005)
- Anette/Anette – krimjouren (2005)
- Asta Nilssons sällskap (2005)
- Bang bang orangutang (2005)
- Blodsbröder (2005)
- Bortglömda (2005)
- Brunnen (2005)
- Bullshit (2005)
- Buss till Italien (2005)
- Carambole (2005)
- Den bästa av mödrar (2005)
- Den utvalde (2005)
- Doxa (2005)
- Efter Jesper (2005)
- Flickan från Auschwitz (2005)
- Fyra veckor i juni (2005)
- Grisbrottaren (2005)
- Halva sanningen (2005)
- Harrys döttrar (2005)
- Hemligheten (2005)
- Wallander – Innan frosten (2005)
- Kim Novak badade aldrig i Genesarets sjö (2005)
- Kocken (2005)
- Komplett galen (2005)
- Krama mig (2005)
- Made in Yugoslavia (2005)
- Miraklet i Småland (2005)
- Mun mot mun (2005)
- My Name Is Albert Ayler (2005)
- Människor är som dansande stjärnor (2005)
- Ninas resa (2005)
- Om Sara (2005)
- Percy, Buffalo Bill och jag (2005)
- Pistvakt (2005)
- Populärmusik från Vittula (2005)
- Repetitioner (2005)
- Rolling Like a Stone (2005)
- Sandor slash Ida (2005)
- Sex, hopp & kärlek (2005)
- Sigrid & Isaac (2005)
- Som man bäddar (2005)
- Steget efter (2005)
- Stockholm Boogie (2005)
- Störst av allt (2005)
- Tjenare kungen (2005)
- Vem är du? (2005)
- Vi bara drömde (2005)
- Vinnare och förlorare (2005)
- Wallander – Mastermind (2005)
- Zozo (2005)
- 7 miljonärer (2006)
- Alice och jag (2006)
- Alla mår bra (2006)
- Att göra en pudel (2006)
- Babas bilar (2006)
- Beck – Skarpt läge (2006)
- Den enskilde medborgaren (2006)
- Desmond & träskpatraskfällan (2006)
- Du & jag (2006)
- Exit (2006)
- Farväl Falkenberg (2006)
- Frostbiten (2006)
- Förortsungar (2006)
- Göta kanal 2 – kanalkampen (2006)
- Heartbreak Hotel (2006)
- Hemligheten (2006)
- Hästmannen (2006)
- Inga tårar (2006)
- Keillers park (2006)
- Kärringen därnere (2006)
- Mer än bara en Svensson (2006)
- Mitt hjärtas Malmö – volym 3 1961-1974 (2006)
- New York Waiting (2006)
- När mörkret faller (2006)
- Offside (2006)
- The Planet (2006)
- Sista dagen (2006)
- Säg att du älskar mig (2006)
- Sök (2006)
- Tusenbröder (2006)
- Underbara älskade (2006)
- Varannan vecka (2006)
- Vikarien (2006)
- Wellkåmm to Verona (2006)
- Alla andra (2007)[1]
- Allt om min buske (2007)
- Arn – Tempelriddaren (2007)
- Beck – Den svaga länken (2007)
- Blåbärskriget (2007)
- Ciao Bella (2007)
- Darling (2007)
- Den man älskar (2007)
- Den nya människan (2007)
- Det svider i hjärtat (2007)
- Du levande (2007)
- Ett hederligt arbete (2007)
- Ett öga rött (2007)
- Expedition Linné (2007)
- Fyra fruar och en man (2007)
- Gangster (2007)
- Hata Göteborg (2007)
- Hoppet (2007)
- Irene Huss – Tatuerad torso (2007)
- Iskariot (2007)
- Jag och Johan (2007)
- Järnets änglar (2007)
- Kid Svensk (2007)
- Leo (2007)
- Linas kvällsbok (2007)
- Nina Frisk (2007)
- Om morgondagen vet man aldrig (2007)
- Passagen (2007)
- Rosa: The Movie (2007)
- Se upp för dårarna (2007)
- Solstorm (2007)
- Tro, hopp och rånare (2007)
- Underbar och älskad av alla (2007)
- Allt flyter (2008)
- Angel (2008)
- Arn – Riket vid vägens slut (2008)
- Bang och världshistorien (2008)
- Bedragaren (2008)
- De ofrivilliga (2008)
- Dövmedvetande (2008)
- En enastående studie i mänsklig förnedring (2008)
- Fishy (2008)
- Får jag lov – till den sista dansen? (2008)
- Gud, lukt och henne (2008)
- H:r Landshövding (2008)
- Himlens hjärta (2008)
- Kärlek 3000 (2008)
- LasseMajas detektivbyrå - Kameleontens hämnd (2008)
- Leslie – killen som kommer att glänsa (2008)
- Ljusår (2008)
- Long Distance Love (2008)
- Låt den rätte komma in (2008)
- Maggie vaknar på balkongen (2008)
- Mamma Mu & Kråkan (2008)
- Mañana (2008)
- Maria Larssons eviga ögonblick (2008)
- Mio (2008)
- Morgan Pålsson – världsreporter (2008)
- Necrobusiness (2008)
- Ostindiefararen – Till Kina och hem igen (2008)
- Patrik 1,5 (2008)
- Persona non grata (2008)
- Pingpong-kingen (2008)
- Prinsessa (2008)
- Rallybrudar (2008)
- Skogskyrkogården (2008)
- Solen i ögonen (2008)
- Trädälskaren (2008)
- Unge Freud i Gaza (2008)
- Vampyrer (2008)
- Varg (2008)
- Vi hade i alla fall tur med vädret – igen (2008)
- Am I Black Enough for You (2009)
- Apan (2009)
- Bananas!* (2009)
- Beck – I stormens öga (2009)
- Behandlingen (2009)
- Bröllopsfotografen (2009)
- Det enda rationella (2009)
- Drottningen och jag (2009)
- Ebbe - The Movie (2009)
- Flickan (2009)
- Flickan som lekte med elden (2009)
- Göta kanal 3 (2009)
- Hälsningar från skogen (2009)
- I skuggan av värmen (2009)
- I taket lyser stjärnorna (2009)
- Jag vill inte leva detta livet (2009)
- Johan Falk – Gruppen för särskilda insatser (2009)
- Jonsered – från vaggan till graven (2009)
- Karaokekungen (2009)
- Kenny Begins (2009)
- Luftslottet som sprängdes (2009)
- Mammut (2009)
- Man tänker sitt (2009)
- Metropia (2009)
- Män som hatar kvinnor (2009)
- Nasty Old People (2009)
- Någon annanstans (2009)
- När jag blir stor (2009)
- Oskar, Oskar (2009)
- Oskuld (2009)
- Pettson och Findus - Glömligheter (2009)
- Prinsessa (2009)
- Scener ur ett kändisskap (2009)
- Sommaren med Göran - En midsommarnattskomedi (2009)
- Så olika (2009)
- Tomtar och troll (2009)
- Videocracy (2009)
- Vägen hem (2009)
- Wallander – Hämnden (2009)
- Älska mig (2009)
- Äntligen midsommar! (2009)
- Örnjägarens son (2009)

## 2010–2019
- 7X – Lika barn leka bäst (2010)
- Beck – Levande begravd (2010)
- Bella & Real – The Movie (2010)[2]
- Blood Calls You (2010)
- Bröderna Karlsson (2010)
- Cornelis (2010)
- Den nya tiden (2010)
- Du sköna (2010)
- Eleganten från Vidderna (2010)
- The Extraordinary Ordinary Life of José González (2010)
- The Face of the Enemy (2010)
- Facing Genocide – Khieu Samphan and Pol Pot (2010)
- Familia (2010)
- Farsan (2010)
- Framily (2010)
- Fyra år till (2010)
- För alltid patriot (2010)
- För kärleken (2010)
- Gringa (2010)
- Himlen är oskyldigt blå (2010)
- Hur kunde hon (2010)
- I rymden finns inga känslor (2010)
- Insane (2010)
- Klara (2010)
- Kommissarie Späck (2010)
- Miss Kicki (2010)
- Män som simmar (2010)
- Ond tro (2010)
- Psalm 21 (2010)
- Puss (2010)
- Sebbe (2010)
- Småstadsliv 3 (2010)
- Småstadsliv firar jul (2010)
- Snabba Cash (2010)
- Sound of Noise (2010)
- Svinalängorna (2010)
- Till det som är vackert (2010)
- Tusen gånger starkare (2010)
- Tusen och en natt (2010)
- Underkastelsen (2010)
- Your Mind Is Bigger Than All the Supermarkets in the World (2010)
- Änglagård – tredje gången gillt (2010)
- Änglavakt (2010)
- Apflickorna (2011)
- At Night I Fly (2011)
- Avalon (2011)
- Between 2 Fires (2011)
- Big Boys Gone Bananas!* (2011)
- The Black Power Mixtape 1967-1975 (2011)
- Det är upp till dig (2011)
- En enkel till Antibes (2011)
- En gång i Phuket (2011)
- Fotbollens sista proletärer (2011)
- Framtidens melodi (2011)
- Frihetens bittra smak (2011)
- Försvunnen (2011)
- Gerillasonen (2011)
- Gränsen (2011)
- Han tror han är bäst (2011)
- Happy End (2011)
- Hoppets hamn (2011)
- Hotell Gyllene Knorren – filmen (2011)
- Hur många lingon finns det i världen? (2011)
- Jag saknar dig (2011)
- Jag är min egen Dolly Parton (2011)
- Jussi i våra hjärtan (2011)
- Jägarna 2 (2011)
- Kokvinnorna (2011)
- Kronjuvelerna (2011)
- Kyss mig (2011)
- Mammas comeback (2011)
- Marianne (2011)
- Mitt mörka hjärta (2011)
- Någon annanstans i Sverige (2011)
- Odjuret (2011)
- Pangpangbröder (2011)
- Play (2011)
- Simon och ekarna (2011)
- The Stig-Helmer Story (2011)
- Stockholm Östra (2011)
- Svensson, Svensson - i nöd och lust (2011)
- Så jävla metal (2011)
- Tysta leken (2011)
- Åsa-Nisse – wälkom to Knohult (2011)
- Alla är äldre än jag (2012)
- Bekas (2012)
- Bitchkram (2012)
- Blondie (2012)
- Call Girl (2012)
- Cockpit (2012)
- Det enda laget (2012)
- Dom över död man (2012)
- El Médico – the Cubaton Story (2012)
- En fiende att dö för (2012)
- En gång om året (2012)
- Flimmer (2012)
- För dig naken (2012)
- Hamilton – I nationens intresse (2012)
- Hamilton – Men inte om det gäller din dotter (2012)
- Hassel – Privatspanarna (2012)
- Hypnotisören (2012)
- Inte ens det förflutna (2012)
- Isdraken (2012)
- Isolerad (2012)
- Jävla pojkar (2012)
- Katinkas kalas (2012)
- Kvarteret Skatan reser till Laholm (2012)
- Love Always, Carolyn (2012)
- Love During Wartime (2012)
- Lycka till och ta hand om varandra (2012)
- Mammas pojkar (2012)
- Mörkt vatten (2012)
- Nobels testamente (2012)
- Palme (2012)
- Pojktanten (2012)
- Sean Banan inuti Seanfrika (2012)
- Searching for Sugar Man (2012)
- Second Class (2012)
- Shoo Bre (2012)
- Snabba Cash 2 (2012)
- Strippan (2012)
- Sune i Grekland (2012)
- Villa Thalassa – helgen vecka 48 (2012)
- Vittra (2012)
- Våga minnas (2012)
- Äta sova dö (2012)
- Belleville Baby (2013)
- Bäst före (2013)
- De dansande andarnas skog (2013)
- Den som söker (2013)
- Din barndom skall aldrig dö
- Drömmen om Maremma (2013)
- Efter dig (2013)
- Ego (2013)
- Eskil och Trinidad (2013)
- Familjen Persson i främmande land (2013)
- Faro (2013)
- Fjällbackamorden – Tyskungen (2013)
- Frihet bakom galler (2013)
- Fröken Julie (2013)
- Future My Love (2013)
- Förtroligheten (2013)
- Godheten (2013)
- Hemma (2013)
- Hokus pokus Alfons Åberg (2013)
- Hotell (2013)
- Hur många kramar finns det i världen? (2013)
- IRL (2013)
- Johan Falk: Kodnamn Lisa (2013)
- Jojk – Juoigan (2013)
- Julie (2013)
- Känn ingen sorg (2013)
- LasseMajas detektivbyrå – von Broms hemlighet (2013)
- LFO (2013)
- Losers (2013)
- Mig äger ingen (2013)
- Min stulna revolution (2013)
- Monica Z – ett lingonris i ett cocktailglas (2013)
- Mördaren ljuger inte ensam (2013)
- Porrkungens tårar (2013)
- The Sarnos – A Life in Dirty Movies (2013)
- Skumtimmen (2013)
- Små citroner gula (2013)
- Snabba Cash III - Livet Deluxe (2013)
- Sune på bilsemester (2013)
- Studentfesten (2013)
- TPB AFK (2013)
- Vi (2013)
- Vi är bäst! (2013)
- Världens säkraste kärnkraftverk (2013)
- Wallander – Den orolige mannen (2013)
- Återträffen (2013)
- Ömheten (2013)
- 10 000 timmar (2014)
- All We Have Is Now (2014)
- American Burger (2014)
- Att skiljas (2014)
- Bamse och tjuvstaden (2014)
- Bröderna Lejonhjärta (2014)
- CJDG – en film om Carl Johan De Geer (2014)
- Camelen (2014)
- Ceremonin (2014)
- Dyke Hard (2014)
- Efter den tid som flytt (2014)
- En duva satt på en gren och funderade på tillvaron (2014)
- Faust 2.0
- Flugparken (2014)
- Foodies (2014)
- Freak Out! (2014)
- Gentlemen (2014)
- Hallåhallå (2014)
- Hur man stoppar ett bröllop (2014)
- Hästmannen – sista striden (2014)
- Jag ser dig (2014)
- Jag stannar tiden (2014)
- Jag är fan en panter (2014)
- Jag är inte beredd att dö än (2014)
- Krakel Spektakel (2014)
- Kärlek deluxe (2014)
- Lasse-Majas detektivbyrå – Skuggor över Valleby (2014)
- Lgh + bil + allt jag har och äger (2014)
- Långt från Jordbro (2014)
- Tillbaka till Bromma (2014)
- Medicinen (2014)
- Micke & Veronica (2014)
- Min så kallade pappa (2014)
- Nånting måste gå sönder (2014)
- Och Piccadilly Circus ligger inte i Kumla (2014)
- Om våld (2014)
- The Quiet Roar (2014)
- Pojken med guldbyxorna (2014)
- Remake (2014)
- Resan till Fjäderkungens rike (2014)
- Rik av minnen (2014)
- Stockholm Stories (2014)
- Sune i fjällen (2014)
- Svenskjävel (2014)
- Tiden är en dröm del 2 (2014)
- Tillbaka till Bromma (2014)
- Tjuvarnas jul – Trollkarlens dotter (2014)
- Tommy (2014)
- Turist (2014)
- Tusen bitar (2014)
- Under Gottsunda (2014)
- Unga Sophie Bell (2014)
- Vive la France (2014)
- Aerobics – A Love Story (2015)
- Bikes vs Cars (2015)
- Blodssystrar (2015)
- Cannibal Fog (2015)
- Cirkeln (2015)
- Cirkus Imago – en chans på miljonen (2015)
- Det borde finnas regler (2015)
- Det vita folket (2015)
- Efterskalv (2015)
- En man som heter Ove (2015)
- En underbar jävla jul (2015)
- Flocken (2015)
- Från djupet av mitt hjärta (2015)
- Förvaret (2015)
- Ghost Rockets (2015)
- Glada hälsningar från Missångerträsk (2015)
- Hat och försoning (2015)
- Himmel över Flogsta (2015)
- I nöd eller lust (2015)
- Jag är Dublin (2015)[3]
- Jag är Ingrid (2015)
- Jönssonligan – Den perfekta stöten (2015)
- Kim (2015)[4]
- Lasse-Majas detektivbyrå – Stella Nostra (2015)
- Min lilla syster (2015)
- Miraklet i Viskan (2015)
- My Life My Lesson (2015)
- Odödliga (2015)
- Prästen i paradiset (2015)
- Sextemplet (2015)
- She's Wild Again Tonight (2015)[5]
- Storm över Anderna (2015)
- Stranded in Canton (2015)[6]
- Så ock på jorden (2015)
- Taikon (2015)[7]
- Tjuvheder (2015)
- Trevligt folk (2015)
- Tsatsiki, farsan och olivkriget (2015)
- Vinterboj (2015)[8]
- Who the F-k Is Stefan Berg? (2015)[9]
- Även de döda har ett namn (2015)[10]
- Den allvarsamma leken (2016)
- Den sista generationen? (2016)[11]
- Den unge Zlatan (2016)[12]
- Flickan, mamman och demonerna (2016)
- Fonko (2016)
- Granny's Dancing on the Table (2016)[13]
- Hotellet (2016)[14]
- Inbrottet (2016)[15]
- Martha & Niki (2016)[16]
- MonaLisa Story (2016)
- När molnen skingras (2016)
- Palme – sista timmarna (2016)[17]
- Pojkarna (2016)
- Say Something (2016)[18]
- Siv sover vilse (2016)
- Sophelikoptern (2016)
- The Swedish Theory of Love (2016)[19]
- Under pyramiden (2016)
- Yarden (2016)
- Överlevarna – det tionde året (2016)[20]
- Borg (2017)
- Sonja (2018)
- Ted – För kärlekens skull (2018)
- 438 dagar (2019)
- A Music Story (2019)
- Ahmad Maryam (2019)
- And Then We Danced (2019)
- Ankdammen (2019)
- Britt-Marie var här (2019)
- Bunden (2019)
- Byggnaderna som förändrade staden (2019)
- Det blev ingen CD (2019)
- Eld & lågor (2019)
- En del av mitt hjärta (2019)
- En komikers uppväxt (2019)
- Fallet Hammarskjöld (2019)
- Fraemling (2019)
- unhouse (2019)
- Fågelfångarens son (2019)
- Gryning (2019)
- Hans Arnold – Penselns häxmästare (2019)
- Hasse & Tage – en kärlekshistoria (2019)
- Hjärter dam (2019)
- Jag kommer hem igen till jul (2019)
- Josefin & Florin (2019)
- Koko-di koko-da (2019)
- Kungen av Atlantis (2019)
- Lantisar (2019)
- Life Overtakes Me: De apatiska barnen (2019)
- Lindy the Return of Little Light (2019)
- Mareld (2019)
- Midsommar (2019)
- Moa Martinson – Landsmodern (2019)
- Om det oändliga (2019)
- Ovan Babylon (2019)
- Parning (2019)
- Pärlemor – Mother of Pearl (2019)
- Quick (2019)
- Ring mamma! (2019)
- Sara med allt sitt väsen (2019)
- Scheme Birds (2019)
- Snipp, Snapp, Snut och Tråkmånsarna (2019)
- Stulen kärlek (2019)
- Sune – Best man (2019)
- Svart cirkel (2019)
- The heart is a drum (2019)
- Till drömmarnas land (2019)
- Tills Frank skiljer oss åt (2019)
- Topp 3 (2019)
- Transnistra (2019)
- Tyrannen (2019)
- Ut och stjäla hästar (2019)
- Viking Saga: Rune of the Dead (2019)
- Ögonblicken som förändrade sporten (2019)

## 2020–2029
- Alltid Amber (2020)
- Andra sidan (2020)
- Beck – Undercover (2020)
- Beck – Utom rimligt tvivel (2020)
- Bekännelsen (2020)
- Berts dagbok (2020)
- Breaking Surface (2020)
- Catwalk – från Glada Hudik till New York (2020)
- Charter (2020)
- Emily och den magiska resan (2020)
- Endast djävulen lever utan hopp (2020)
- Greta (2020)
- Horizon Line (2020)
- Inland (2020)
- Kenta lever (2020)
- Lasse-Majas detektivbyrå – Tågrånarens hemlighet (2020)
- Min pappa Marianne (2020)
- Nelly Rapp – Monsteragent (2020)
- Orca (2020)
- Pelle Svanslös (2020)
- Pleasure (2020)
- Pool (2020)
- Psykos i Stockholm (2020)
- Rymdresan (2020)
- Se upp för Jönssonligan (2020)
- Spring Uje spring (2020)
- Sweat (2020)
- The Average Color of the Universe (2020)
- Tove (2020)
- Vår digitala planet (2020)
- Bamse och vulkanön (2021)
- Beck – Den förlorade sonen (2021)
- Beck – Döden i Samarra (2021)
- Beck – Ett nytt liv (2021)
- Bröllop, begravning och dop – filmen (2021)
- Clara Sola (2021)
- Dancing Queens (2021)
- De utvalda barnen (2021)
- Drömprins (2021)
- Dör för dig (2021)
- Eva & Adam (2021)
- Glasblåsaren – ett liv i glasets tjänst (2021)
- I väntan på Jan Myrdals död (2021)
- Jag är Zlatan (2021)
- Knackningar (2021)
- Man med duvor (2021)
- Maria Wern – En orättvis rättvisa (2021)
- Maria Wern – Fienden ibland oss (2021)
- Maria Wern – Ondskans djupa rot (2021)
- Maria Wern – Som skuggor (2021)
- Pojkarna och skotten i Rödeby (2021)
- Sabaya (2021)
- Sagan om Karl-Bertil Jonssons julafton (2021)
- Skandalen på Huseby (2021)
- Snälla kriminella (2021)
- Suedi (2021)
- Sune – Uppdrag midsommar (2021)
- Tigrar (2021)
- Tills solen går upp (2021)
- Utvandrarna (2021)
- Vi är barn av vår tid (2021)
- Vinterviken (2021)
- Väder vi minns (2021)
- A Man Called Otto (2022)
- Amina (2022)
- Arne möter döden (2022)
- Beck – 58 minuter (2022)
- Beck – Dödsfällan (2022)
- Beck – Rage Room (2022)
- Boy from Heaven (2022)
- Bränn alla mina brev (2022)
- Comedy Queen (2022)
- Dag för dag (2022)
- Diorama (2022)
- Dogborn (2022)
- Feed (2022)
- Gbg Minnesvarv (2022)
- Göta kanal – Vinna eller försvinna (2022)
- Hilma (2022)
- Historjá – Stygn för Sápmi (2022)
- Holy Spider (2022)
- Håkan Bråkan (2022)
- Kärleksbevis (2022)
- Lasse-Majas detektivbyrå – Skorpionens gåta (2022)
- Lill-Zlatan och morbror raring (2022)
- Länge leve bonusfamiljen (2022)
- Mamma Mu hittar hem (2022)
- Nelly & Nadine (2022)
- Reportage November (2022)
- Stammisar (2022)
- Svart krabba (2022)
- Så jävla easy going (2022)
- The Good Driver (2022)
- Tisdagsklubben (2022)
- Triangle of Sadness (2022)
- UFO Sweden (2022)
- Ur spår (2022)
- Vikingasystrar (2022)
- Året jag slutade prestera och började onanera (2022)
- 30 sekunder (2023)
- 100 årstider (2023)
- A Tiger in Paradise (2023)
- Andra akten (2023)
- Avgrunden (2023)
- Bamse och världens minsta äventyr (2023)
- Banandansen (2023)
- Barfota Rop (2023)
- Beck – Dödläge (2023)
- Beck – Inferno (2023)
- Beck – Quid Pro Quo (2023)
- Blomster (2023)
- Bullets (2023)
- Canceled (2023)
- Ellos eatnu – Låt älven leva (2023)
- En dag kommer allt det här bli ditt (2023)
- En dag och en halv (2023)
- Ett sista race (2023)
- Exodus (2023)
- Forever (2023)
- Fungi (2023)
- Hammarskjöld (2023)
- Havsfilosofen (2023)
- Hypnosen (2023)
- Karusell (2023)
- Kassettmannen (2023)
- Knyckertz & snutjakten (2023)
- Konferensen (2023)
- Kungen (2023)
- Maria Wern – Ett tidigare liv (2023)
- Maria Wern – Jacqueline (2023)
- Maria Wern – Plats 89 (2023)
- Maria Wern – Vinna eller försvinna (2023)
- Megaheartz (2023)
- Miraklet i Gullspång (2023)
- Mother, Couch (2023)
- Motståndaren (2023)
- Nelly Rapp – Dödens spegel (2023)
- One More Time (film) (2023)
- Paradiset brinner (2023)
- Shadow Island (2023)
- Sockerexperimentet (2023)
- Somliga går med trasiga skor (2023)
- Syndabocken (2023)
- Söndagsstek (2023)
- Tack och förlåt (2023)
- Tillsammans 99 (2023)
- Tummen & Tummens Mamma (2023)
- Vem är du, Mamma Mu? (2023)
- Vernissage hos Gud (2023)
- Arne Alligator och djungelkompisarna (2024)
- Avicii – I'm Tim (2024)
- Avicii – My Last Show (2024)
- Beck – Vilhelm (2024)
- Bröderna Andersson (2024)
- Bye Bye Boredom (2024)
- Den sista resan (2024)
- Den svenska torpeden (2024)
- Det kunde varit vi (2024)
- Düsseldorf, Skåne (2024)
- En del av dig (2024)
- Ett hjärta är alltid rött (2024)
- Filmen om Kal P Dal (2024)
- Flickan med nålen (2024)
- Gudstjänst (2024)
- Guy Manley – A Real Movie (2024)
- Hov1 4-Ever (2024)
- Håkan Bråkan 2 (2024)
- Händelserna som förändrade klimatet (2024)
- Jakt (2024)
- Jorden anropar (2024)
- Jönssonligan kommer tillbaka (2024)
- Lasse-Majas detektivbyrå – Maskoten som försvann (2024)
- Lilla spöket Laban spökar igen (2024)
- Livet efter Catwalk (2024)
- Love fårever (2024)
- Längtan till Áhkká (2024)
- Madame Luna (2024)
- Miséria (2024)
- Nova & Alice (2024)
- Om alla bara drar (2024)
- Passage (2024)
- Sankta Lucia (2024)
- Scapegoat (2024)
- Skärvor (2024)
- Släpp taget (2024)
- Smokeys dröm - när Formel 1 kom till byn (2024)
- Sommartider (2024)
- Stockholm Bloodbath (2024)
- Stormskärs Maja (2024)
- Strul (2024)
- Stöld (2024)
- Super-Charlie (2024)
- Så länge hjärtat slår (2024)
- Under trottoaren – stranden (2024)
- Ur mörkret (2024)
- Virgo (2024)
- XXL (2024)
- Young Royals Forever (2024)
- Äkta skräck (2024)
- Ett ärligt liv (2025)

## Filmserier
- Astrid Lindgren-filmer (1947-1997)
- Bom-filmer (1948-1959)
- Hillman-serien (1958-1963)
- Irene Huss (2007-2011)
- Janne Vängman (1948-1955)
- Jönssonligan (1981-2000)
- Kalle Blomkvist (1947-1997)
- Kurt Wallander (1991-2013)
- Lilla Fridolf (1956-1959)
- Lilla Jönssonligan (1996-2005)
- Martin Beck (1967-2015)
- Roland Hassel (1986-2000, 2012)
- Sten Stensson Stéen (1924-1963)
- Van Veeteren (1999-2006)
- Åsa-Nisse (1949-1969, 2011)
- 91:an (1946-1977)